# Rangabzeichen der österreichisch-ungarischen Streitkräfte
Dieser Artikel behandelt die Rangabzeichen der Österreichisch-Ungarischen Streitkräfte.

## Landstreitkräfte

### Kragen-Rangabzeichen
Die Rangabzeichen in den österreichisch-ungarischen Landstreitkräften bestanden aus sechsspitzigen Rangsternen (bei Militärbeamten: gold- oder silbergestickte vierblättrige Rosetten, seit Ende 1909 Sternrosetten; Sterne nur für Intendanturs-Beamte, Artillerie-Ingenieure sowie Bau-Ingenieure), Borten und Knöpfen (bei den Offiziersanwärtern). Sie wurden ausnahmslos am vorderen Teil des Kragens getragen. Sie waren für die Gemeinsame Armee, die k.k. Landwehr und die k.u. Landwehr gleich, lediglich die Gebirgsinfanterie führte seit 1908 ein zusätzliches Edelweiß hinter den Rangsternen. Die Sterne (und sonstigen Abzeichen – z. B. Abzeichen für Spezialisten) wurden auf dem farbig abgesetzten Kragen des Waffenrocks (ab 1909 offizielle Bezeichnung „Rock“), beziehungsweise auf den Parolis der Feldbluse befestigt. An den Mänteln wurden keine Rangabzeichen getragen.
Die 1 bis 3 Rangsterne der Mannschaften (Gefreite, Korporale, Zugsführer und Feldwebel) bestanden bis 1901 aus weißem Tuch, dann aus Zelluloid. Die Feldwebel dazu eine 1,3 cm breite, gezackt „dessinierte“, kaisergelbe Seidenborte entlang des Kragenrands. Ab Juni 1914 wechselten die Kadetten-Chargen und die Ende 1913 eingeführten Stabsfeldwebel zu seidengestickten weißen Sternen. Die im Juni 1915 eingeführten Offiziersstellvertreter dagegen ein Metallstern wie die Fähnriche, jedoch aus Messing. Dazu eine breite und darüber eine schmale, silberne Kragenborte, die im Juni 1914 bereits den Stabsfeldwebeln verordnet worden war (diese vorher die gelbe Feldwebelborte, aber mit schmalem schwarzen Mittelstreifen, 3 mm oberhalb der Borte eine weitere, schmale Goldborte). Die hinter den Stabsfeldwebeln rangierenden Gagisten ohne Rangklasse zunächst wie Feldwebel, die Borte jedoch silbern und, statt der Zelluloidsterne, ab 1914 solche aus Seidenstickerei. Die Mitte 1915 eingeführten Offiziersstellvertreter ebenfalls die silberne Stabsfeldwebelborte
Die Offiziersanwärter (Aspiranten) waren mittels besonderer Abzeichen kenntlicht gemacht. Sie gliederten sich in Kadetten, Fähnriche (bis 1908: Kadett-Offiziersstellvertreter) und Einjährig-Freiwillige.
Der Einjährig-Freiwillige („EF“) (ungarisch Egyévi Önkéntesi) war Aspirant der Reserve. Auf den Ärmelaufschlägen kennzeichneten ihn gelbseidene Querorten mit einem schwarzen Mittelstreifen („Intelligenzbörtel“). Zusätzlich durfte seit 1915 auf den Kragenspiegeln (Paroli) ein glatter Metallknopf angebracht werden (Zirkularverordnung vom 30. März 1915). Der „EF“-Knopf war hinter den Rangabzeichen der Titular-Charge zu tragen. Auf den Mantel-Paroli war der Knopf vorne zu tragen (ebenso die Fänriche seit 1916, die Offiziere den Knopf aber hinten auf dem Paroli). Ansonsten wurden am Mantel keine Rangabzeichen getragen. Knöpfe und Intelligenzbörtel wurden mit Beförderung zum Offizier abgelegt.
Die Kadetten-Chargen waren Anwärter zum Berufs- oder Reserveoffizier. Während ihrer Ausbildung zählten sie zu den Mannschaften und trugen deren Rangsterne, rangierten aber vor den Normalchargen gleichen Ranges. Standeszeichen war die zusätzlich getragene Rangborte entlang der vorderen Kragenenden. Diese glich der gezackten Rangborte der Feldwebel, war jedoch goldfarben statt kaisergelb. Bekleidete ein Kadett die Feldwebel-Charge, legte er das kaisergelbe Feldwebel-Rang-Börtchen an, das am oberen Rand des Goldbörtchens zur Hälfte überstand (die schmale Goldborte wurde auf die breitere Seidenborte aufgenäht, die dann entsprechend hervorragte). 1908 wurde der Kadett-Offiziersstellvertreter in Fähnrich umbenannt und rangierte nun nicht mehr als Unteroffizier, sondern als Offizier des Soldatenstandes (Zirkularverordnung vom 15. November 1908). Rangabzeichen war ein auf dem Goldbörtchen aufgelegter silber-plattierter (d. h. flacher), seit 1909 ein silber-geprägter (d. h. erhabener) Metallstern (sogenannte ärarische Ausführung). Ein Jahr darauf erfolgte die Umbenennung des Kadett-Feldwebels in Kadett, der aber weiterhin zu den Mannschaften zählte. Adjustierung und Abzeichen blieben unverändert. 1916 wurde den Kadetten und Fähnrichen der blanke „EF“-Knopf hinter den Rangabzeichen bewilligt. Die Fähnriche ausgenommen, waren nun die goldenen Kragenborten abzulegen.
Die Offiziersränge trugen Rangsterne aus gesticktem Metallgespinst. Deren Farbe folgte, auch auf der Feldbluse, stets die Knopffarbe des Waffenrocks (Goldfarben bei Messing-, Silberfarben bei Weißmetallknöpfen). Bei den Stabsoffizieren war die, zusätzlich auf den Kragen und Ärmelaufschlägen getragene, dessinierte Borte in der Knopffarbe ausgeführt. Darum waren die Sterne hier entgegengesetzt der Knopffarbe gestaltet. (Bei silbernen Knöpfen silberne Borte und goldene Sterne bzw. umgekehrt.) Die Generale trugen stets silberne Sterne auf goldener Borte.
Vor allem bei privat angeschafften Uniformstücken ersetzen die Mannschaften, Unteroffiziere und Aspiranten häufig die vorgeschriebenen Rangsterne aus Zelluloid oder geprägtem Metall unerlaubt durch gestickte Versionen aus Seide oder – bei Fähnrichen – aus Metallgespinst. Daneben waren auch Sterne aus Bein anzutreffen.

### Helm-Rangabzeichen
Die Linienformationen der Kavallerie, Artillerie und der meisten Fußtruppen trugen Helmarten (Tschako, Tschapka, Kammhelm), an dem die individuelle Charge, zumindest aber die Chargengruppe des Trägers abzulesen war. Anders verhielt es sich mit den übrigen Arten der Kopfbedeckung, wie der Feldkappe, dem „Bosniaken“-Fez, dem Helm („Pickelhaube“) (k.k. Gendarmerie, die Leibgarde-Formationen, mit Ausnahme der k.u. Leibgarde), oder dem Jägerhut (Kaiserjäger, Feldjäger, k.k. Landwehr, k.u. Gendarmerie usw., siehe Adjustierung): Die Kopfbedeckungen unterschieden nicht nach einzelnen Chargen, sondern allein nach Mannschaften, Fähnrichen und Offizieren.
Das Gros der Kopfbedeckungen besaß allerdings folgende gemeinsame Merkmale: Die Beschläge bestanden aus Tombak (bei Offizieren vergoldet). Borten und Schnüre (sofern vorgeschrieben) waren bei den Mannschaften aus Schafwolle, bei den Fähnrichen aus gelb-schwarz geritzter Seide (am Jägerhut die Rundschnur aber grün), bei Offizieren aus Goldgespinst. Die Kappenrose am Tschako für Mannschaften aus Tombak, für Offiziere aus Gold-Boullion. Bei der Infanterie das schwarze Feld bei Mannschaften ohne, bei Offizieren mit gesticktem Allerhöchsten Namenszug (die Herrscher-Initialen „FJI“, bei Honvéd-Truppen „IFJ“, ab 1916 „K“). Die Rosette bei Husaren, Artillerie und Ulanen sowie an der Feldkappe aus Metall und für alle Chargen mit den Herrscher-Initialen (bei Mannschaften eingestanzt, bei Fähnrichen und Offizieren gestickt, bei Husaren-Offizieren eine vergoldete Metallrosette). Bei privat angeschaffte Stücken waren auch den Mannschaften vergoldete Beschläge sowie Borten und Schnüre aus Seide erlaubt. Am roten „Bosniaken“-Fez bestand die dunkelblaue Quaste für Mannschaften aus Wolle, für Offiziere aus Seide. Ab 1886 war der Fez nur für Muslime vorgeschrieben (in der entsprechenden Vorschrift „Mohammedaner“ genannt). Alle nicht-muslimischen Unteroffiziere, Fähnriche und Offiziere trugen seitdem den Tschako oder die Kappe.
Am Tschako, an der Ulanen-Tschapka (Ulanen und k.k. Landwehr-Ulanen) sowie am Dragonerhelm kamen besondere Rangabzeichen hinzu. Der Tschako war in den Landstreitkräften am weitesten verbreitet. Als Rangabzeichen besaß er kaisergelbe Wollschnüre oder Borten. Der Gefreite war an einer kaisergelben, schwarz-geritzten 1/5 österreichisches Zoll (~0,5 cm) dicken Rundschnur zu erkennen. Korporale trugen eine 1½ Zoll (~4 cm) breite kaisergelbe dessinierte (= mit Zick-Zack-Muster verziert) Rangborte. Von gleicher Machart und Breite, mittig jedoch von einem 1/24 Zoll (~1 mm) schmalen schwarzen Streifen geteilt, war die Rangborte für Zugsführer, Wachtmeister und Kadett-Offiziersstellvertreter (Fähnriche); für Letztere jedoch aus kaisergelber Seide statt Schafswolle. Bei privat angeschafften Sonderausführungen waren auch Mannschaften und Unteroffiziere Seidenverzierungen erlaubt. Nach ähnlichem Muster, jedoch aus Goldgespinst, waren die Rangborten der Offiziere gestaltet (Leutnant und Oberleutnant wie Korporal; Hauptmann wie Feldwebel, jedoch 4,6 cm breite Borte; Stabsoffiziere zweifach geteilte (also drei-streifige), 6,6 cm breite Borte). Bei Offizieren war ein 1,3 cm breiter Streifen des Sonnenschirms mit Goldfäden bestickt.
Bei der Ulanen-Tschapka waren die Borten auf der Helmkappe nach dem gleichen System gestaltet. Bei Chargen, ab dem Gefreiten aufwärts, waren außerdem die vier Nähte des Tuchbezuges des Deckelhalses mit gelb-schwarzen Schnüren eingefasst (Goldschnüre bei Offizieren), die sich auf der Deckelplatte diagonal kreuzten.
Der Kammhelm der Dragoner besaß keine Borten. Die Unterscheidung der Chargen war festgelegt wie folgt: schwarz lackierte Helmkamm-Seitenbläter für alle Mannschaftschargen bis einschließlich Wachtmeister und Kadett-Offiziersstellvertreter. Bei Korporalen und Zugsführern bestand der Kammansatz aus blankem Tombak, zusätzlich waren bei Wachtmeistern und Kadett-Offiziersstellvertretern (Fähnrichen) die Ränder der Helmseitenblätter dreifach gerippt. Die Seitenblätter der Offiziere waren vergoldet und jeweils mit einem Relief versehen (ein mit einer Schlange kämpfender Löwe).
Das Schuppenband (Kinnriemen) der Helme von Ulanen, Dragonern und Gendarmerie aus Messing, bei Offizieren vergoldet und im Lorbeerblatt-Design, die Offiziersrosette des Schuppenbands mit Löwenkopf-Relief.

### Sonstiges
Die Charge Generaloberst wurde nach deutschem Vorbild eingeführt (Zirkularverordnung vom 23. Mai 1915).
Offiziere führten den Offizierssäbel (mit blanker Stahlblech-Scheide) mit dem goldenen Säbelgehänge (Kuppel) und goldenen Portepee, dessen Band und Knopf von Gold, die offene Quaste aus Gold-Bouillons. Nach gleichem Muster, Kuppel und Portepee jedoch von gelb-schwarz-geritzter Seide, die Kadett-Offiziersstellvertreter und Gleichgestellten (Proviantoffiziers-Stellvertreter, Assistenzarzt-Stellvertreter, Rechnungsführer-Stellvertreter), die Gagisten ohne Rangklasse sowie die höheren Unteroffiziere (Stabsfeldwebel, Offiziersstellvertreter). Für Militär-Kapellmeister ein silbernes Kuppel mit rot durchwirktem Silber-Porteppe.
Für Militärbeamte und Militärpraktikanten war der Degen bestimmt (meist mit schwarzer Lederscheide, nur Identanturs- sowie Militär-tieräztliche Beamte mit vernickelter Stahlblech-Scheide mit vergoldeten Beschlägen). Sofern Militärbeamte Rangsterne nach Art der Offiziere trugen, zur Seitenwaffe das Offizierskuppel und -portepee der Infanterieoffiziere. Rosettenträger (bspw. die Militär-tieräztlichen Beamten) die Seitenwaffe bis Ende 1909 ohne Portepee, dann ein Portepee mit silbernem Band und Knopf, die Quasten aus Gold-Bouillons.
Kadett-Offiziersstellvertreter bzw. Fähnriche trugen zum Offizierssäbel den Revolver. Das Portepee bis Mitte 1909 aus gelb-schwarzer Seide, seit Ende 1909 die Quaste aus mit gelber Seide durchwirkten Gold-Bouillons. Die Verzierungen der Offizierskappe aus gelb-schwarz geritzter Seide (für Offiziere Goldgespinst). Die Kappe war allen Kadett-Chargen zur Ausgehadjustierung erlaubt. Sofern den Mannschaften Achselspangen (an Waffenrock, Bluse und Mantel) vorgeschrieben waren, hatten auch die Kadett-Offiziersstellvertretern diese anzulegen (Ausnahme: Artillerie), da sie zu den Unteroffizieren zählten. Für die als Offiziere des Soldatenstandes klassifizierten Fähnriche entfielen die Achselspangen, beibehalten wurde die bei Kavallerie und Artillerie auf der linken Schulter übliche Achselschlinge aus gelb-schwarzer Seide (für Offiziere aus Goldgespinst). Dienstabzeichen des Kadett-Offiziersstellvertreters bzw. Fähnrichs war seit 1871 die am Leibriemen getragenen Kartentasche aus geschwärztem Lede
Ende 1913 wurde die Charge Stabsfeldwebel (Stabsoberjäger, Stabswachtmeister, Oberfeuerwerker / ab September 1917: Stabsfeuerwerker) in den k.u.k.-Streitkräften allgemein eingeführt. Die Sammelbezeichnung war Stabsunteroffiziere. Die Ausrüstung entsprach weitgehend jener der Feldwebel. Im Frieden rückten sie aber zu Paraden, Manövern und Märschen ohne Gepäck aus (Zirkularverordnung vom 17. November 1913). Schon vorher waren Stabsfeldwebel in k.u. Landwehr (so auch in der k.u. Gendarmerie) etaisiert. Die Gebührnisse entsprachen zunächst weiterhin jenen der Feldwebel usw. Insofern entsprach die Charge anfangs eher einem Titel. Trotzdem war die Verleihung ehrenhalber, als Titular-Charge, untersagt.
1915 wurde die Charge Offiziersstellvertreter eingeführt. Mit den Stabsunteroffizieren wurden die Offiziersstellvertreter zu den sogenannten höheren Unteroffiziere zusammengefasst (Zirkularverordnung vom 6. Juni 1915). Von ihnen wurde erwartet, Subalternoffiziere zeitweise (Stabsunteroffiziere) oder dauerhaft (Offiziersstellvertreter) als Zugskommandanten ersetzen zu können. Gemeinsam rangierten sie vor den Gagisten ohne Rangklasse, die, wie die Offiziersstellvertreter (nicht aber die Stabsunteroffiziere), nach dem Muster der Fähnriche adjustiert und ausgerüstet waren.
Dienstführende Feldwebel (Kompaniefeldwebel) der Fußtruppen trugen Revolver und Säbel der Offiziere (wie diese in der blanken Stahlscheide), dazu das Unteroffiziers-Portepee aus gelb-schwarzer Wolle. Alle anderen Feldwebel (Rechnungsfeldwebel, Stabsführer usw.) und Musiker den kürzeren Infanterie-Mannschaftssäbel M. 1861. Die Infanterie-Mannschaften das Säbel-Bajonett, die Pionier-Mannschaften den Pioniersäbel.
Die Offiziere der Landesschützen und der beiden zusätzlichen, wie die Landesschützen uniformierten Gebirgsinfanterieregimenter (Landwehr-Infanterieregimenter Nr. 4 und Nr. 27) trugen auf den Waffenröcken zur Parade Schulterstücke mit den kaiserlichen Insignien (Stabsoffiziere etwas breitere). Es handelte sich hierbei jedoch nicht um Rangabzeichen.
Die Mannschaften der Fußtruppen und der Artillerie trugen Achselspangen auf beiden Schultern, bei Kavallerie-Mannschaften war eine gelbe Achselschlige auf der linken Schulter vorgeschrieben.
Mittels der Egalisierungsfarben (an Kragen und Aufschlägen) waren die einzelnen Regimenter bzw. Branchen zu unterscheiden.

## Übersicht der Chargen nach Diäten- bzw. Rangklassen
(Ober-)Offiziere und (Ober-)Beamte waren von 1807/1812 bis 1873 in zwölf Diätenklassen gegliedert. Die Diätenklasse I bildete die obersten Ränge ab, die Dienstklasse XII die niedersten. Die an die jeweilige Diätenklasse geknüpfte Gage war fix, blieb also auch bei hohem Dienstalter unverändert. Im April 1873 wurde das Gefüge, unter Fortfall der untersten Diätenklasse (XII), reorganisiert und durch elf Rangklassen ersetzt, mit nach Dienstalter abgestufter Gage. Unteroffiziere und Mannschaften sowie die Unterbeamten waren nicht in Diäten- bzw. Rangklassen erfasst. Einen Sonderfall bildeten die zu den höheren Unteroffizieren und Unterbeamten zählenden Gagisten ohne Diäten- bzw. Rangklasse. Ihren Sold erhielten alle Gagisten in Form einer monatlichen Gage (Gehalt). Niedere Ränge und Wehrpflichtige (Gestellungspflichtige) bezogen hingegen eine Löhnung, die bis 1913 im Fünf-Tages-Rhythmus, dann im Zehn-Tages-Rhythmus ausgezahlt wurde (Löhnungsappell). Das Rangklassensystem bestand bis 1921 fort, überlebte das Ende der Habsburgermonarchie demnach um drei Jahre. 

### Mannschaften, ohne Rangklasse (dtsch.-ung. Titulatur)
Die Unteroffiziere wurden zu den Mannschaften gezählt, bildeten also keine eigenständige Gruppe. Für jede Rangbezeichnung existierte, aufgrund des k.u.k.-Dualismus zwingend auch eine Bezeichnung in ungarischer Sprache. Truppenteile, die überwiegend oder gar ausschließlich aus Polen, Ruthenen, Rumänen, Slowenen oder Tschechen bestanden, benutzten im Dienstbetrieb inoffiziell zusätzlich die entsprechenden Bezeichnungen in diesen Sprachen.
| Alle Mannschaften der untersten Rangklasse aller Truppen, ausgenommen Landesschützen | keine Abzeichen |
| Gefreiter (ungarisch Őrvezető) / Vormeister (ungarisch Főtüzér) / Patrouilleführer (ungarisch Járőrvezető) | je ein weißer Stern (aus Zelluloid) an den beiden Kragenenden |
| Korporal (ungarisch Tizedes) / Geschütz-Vormeister / Gewehr-Vormeister / Unterjäger (ungarisch Alvadász) / Bataillonstambour / Waffenmeister 3. Klasse / Bataillonshornist                                                                                                   | je zwei weiße Sterne |
| Zugsführer (ungarisch Szakaszvezető) / Kurschmied / Rechnungs-Unteroffizier 2. Klasse (ungarisch Számvivő altiszt) / Waffenmeister 2. Klasse | je drei weiße Sterne |
| Feldwebel (ungarisch Őrmester) / Wachtmeister / Feuerwerker (ungarisch Tűzmester) / Oberjäger (ungarisch Fővadász) / Rechnungs-Unteroffizier I. Klasse / Waffenmeister I. Klasse / Regimentstambour / Regimentshornist / Einjährig-Freiwilliger-Feldwebel / Kadett-Feldwebel | je drei weiße Sterne, seit 1857 (mit Einführung der Charge Zugsführer) zusätzlich eine 1,3 cm breite Borte aus kaisergelber Seide mit gezacktem Dessin, entlang der vorderen und unteren Kragenkanten. |
| Stabführer | je drei weiße Sterne mit zusätzlich einer 1,3 cm breiten Borte mit gezacktem Dessin aus kaisergelber Seide rund um die Kragenkante. Am vorderen Ende des Kragens je eine versilberte Lyra |
| Stabsfeldwebel (ungarisch Törzsőrmester) / Stabswachtmeister / Oberfeuerwerker (ungarisch Főtűzmester) bzw. Stabsfeuerwerker (ab 1917) (ungarisch Törzstűzmester) / Stabsoberjäger (ungarisch Törzsfővadász)                                                                 | drei weiße Sterne (aus Zelluloid, oft vorschriftswidrig aus gestickter Seide). Ab 17. November 1913 bis Ende Juni 1914 dazu die kaisergelbe Feldwebel-Seidenborte mit einem 2 mm breiten, eingewebten, schwarzen Mittelstreifen. Oberhalb der Borte ein 3 mm breiter Streifen des Kragen-Egalisierungstuchs (sprich: in Kragenfarbe), darüber ein weiteres 6 mm breites goldenes Börtchen. Ab 20. Juni 1914 komplette Neugestaltung: jetzt drei gestickte Seidensterne, außerdem eine 2 cm breite Silberborte (an Stelle der kaisergelben Feldwebelborte). Oberhalb eines 3 mm breiten Zwischenraums (in Kragenfarbe) eine 5 mm breite dessinierte Silberborte. |
| Militärkapellmeister (ungarisch Karmester) | Auf dem Kragen eine Lyra mit durchgestecktem Schwert, in Silber bei silbernen Knöpfen, in Gold bei goldenen Knöpfen. Bei schwarzer Egalisierungsfarbe, der Kragen aus schwarzem Samt. |
| Offiziersstellvertreter / (ungarisch Tiszthelyettes) (ab 1915) | eine 1,3 cm breite Silberborte, 3 mm darüber eine weitere 6 mm breite Borte, mit dem bis 1908/09 von dem Kadett-Offiziersstellvertreter getragene Stern, jedoch aus Messing (statt Silbermetall) |

### Aspiranten, ohne Rangklasse (dtsch.-ung. Titulatur)
| Kadett (ungarisch Hadapród) (ab 1908)                                                                                     | 3 weiße (ab Juni 1914 seidengestickte) Sterne auf 1,3 cm breiter Goldborte mit ebensolchem Vorstoß                                     |
| Kadett-Offiziersstellvertreter (ungarisch Hadapród-Tiszthelyettes) (bis 1908) / Fähnrich (ungarisch Zászlós) (ab 1908/09) | Goldborte wie Feldwebel, mit einem glatten, silberplattierten Stern; ab Ende 1908/Anfang 1909 Goldborte mit 1 silbernen Leutnantsstern |

### Aspiranten, in Rangklasse eingereiht (dtsch.-ung. Titulatur)
| Praktikant (ungarisch Gyakornok) (Beamten-Anwärter) | 1 silberne Rosette auf dem 1,3 mm breiten Goldbörtchen | Rangklasse XII |

### Offiziere und Beamte, in Rangklassen eingereiht (dtsch.-ung. Titulatur)
| Untertierarzt / Akzessist / Assistent / Lehrer 2. Klasse / Fechtmeister 2. Klasse / Wirtschaftsadjunkt | 1 gold- oder silbergestickte Sternrosette                                                                                    | Rangklasse XI   |
| Leutnant / (ungarisch Hadnagy) / Assistenz-Arzt / Leutnant-Rechnungsführer | 1 gold- oder silbergestickter Stern                                                                                          | Rangklasse XI   |
| Tierärztlicher Assistent / Tierarzt / Apotheker / Offizial / Lehrer 1. Klasse / Fechtmeister 1. Klasse / Wirtschaftsunterverwalter / Kriegswirtschaftskommissär | 2 gold- oder silbergestickte Sternrosetten                                                                                   | Rangklasse XI   |
| Artillerieingenieur-Assistent / Militär-Bauingenieur-Assistent | 2 gold- oder silbergestickte Sterne                                                                                          | Rangklasse X    |
| Oberleutnant / (ungarisch Főhadnagy) / Oberarzt / Oberleutnant-Auditor / Oberleutnant-Rechnungsführer | 2 gold- oder silbergestickte Sterne                                                                                          | Rangklasse X    |
| Tierärztliche Adjunkt / Obertierarzt / Oberapotheker / Oberoffizial / Oberlehrer / Oberfechtmeister / Wirtschaftsverwalter / Kriegswirtschafts-Oberkommissär / Forstverwalter | 3 gold- oder silbergestickte Sternrosetten                                                                                   | Rangklasse IX   |
| Sekretär der Militärkanzlei Sr. Majestät / Unterintendant / Artillerie-Ingenieur / Militär-Bauingenieur | 3 gold- oder silbergestickte Sterne                                                                                          | Rangklasse IX   |
| Hauptmann / (ungarisch Százados) / Rittmeister / Regimentsarzt / Hauptmann-Auditor / Hauptmann-Rechnungsführer | 3 gold- oder silbergestickte Sterne                                                                                          | Rangklasse IX   |
| Stabstierarzt / Stabsapotheker / Technischer Rat / Rechnungsrat / Zahlmeister / Registrator / Artilleriezeugsverwalter / Verpflegsverwalter (ungarisch Ellátás ugyintézö) / Oberlehrer / Wirtschaftsoberverwalter / Kriegswirtschafts-Rat | 1 gold- oder silbergestickte Sternrosette auf einer 33 mm breiten Gold- oder Silberborte                                     | Rangklasse VIII |
| Sekretär der Militärkanzlei Sr. Majestät / Intendant / Artillerie-Oberingenieur 3. Klasse / Militär-Bauoberingenieur 3. Klasse | 1 gold- oder silbergestickter Stern auf einer 33 mm breiten Gold- oder Silberborte                                           | Rangklasse VIII |
| Major / (ungarisch Őrnagy) / Stabsarzt / Major-Auditor | 1 gold- oder silbergestickter Stern auf einer 33 mm breiten Gold- oder Silberborte                                           | Rangklasse VIII |
| Außerordentlicher Professor (ungarisch Rendkivüli Professzor) / Oberstabstierarzt / Oberstabsapotheker 2. Klasse / Technischer Oberrat / Artillerie-Oberzeugsverwalter 2. Klasse / Oberrechnungsrat 2. Klasse / Kassendirektor 2. Klasse / Oberverpflegsverwalter / Registratur-Unterdirektor / Wirtschaftsdirektor / Kriegwirtschafts-Oberrat 2. Klasse | 2 gold- oder silbergestickte Sternrosetten auf einer 33 mm breiten Gold- oder Silberborte                                    | Rangklasse VII  |
| Hofsekretär der Militärkanzlei Sr. Majestät / Sekretär der Militärkanzlei Sr. Majestät / Oberintendant 2. Klasse / Artillerie-Oberingenieur 2. Klasse / Militär-Bauoberingenieur 2. Klasse | 2 gold- oder silbergestickte Sterne auf einer 33 mm breiten Gold- oder Silberborte                                           | Rangklasse VII  |
| Oberstleutnant / (ungarisch Alezredes) / Oberstabsarzt 2. Klasse / Oberstleutnant-Auditor | 2 gold- oder silbergestickte Sterne auf einer 33 mm breiten Gold- oder Silberborte                                           | Rangklasse VII  |
| Ordentlicher Professor / Oberstabsapotheker 1. Klasse / Technischer Rat 1. Klasse / Technischer Oberrat 1. Klasse / Artillerie-Oberzeugsverwalter 1. Klasse / Oberrechnungsrat 1. Klasse / Registratur-Direktor / Kassendirektor 1. Klasse / Baurechnungsrat 1. Klasse / Kriegswirtschafts-Oberrat 1. Klasse                                             | 3 gold- oder silbergestickte Sternrosetten auf einer 33 mm breiten Gold- oder Silberborte                                    | Rangklasse VI   |
| Sektionsrat der Militärkanzlei Sr. Majestät / Regierungsrat der Militärkanzlei Sr. Majestät / Oberintendant 1. Klasse / Artillerie-Oberingenieur 1. Klasse / Militär-Bauoberingenieur 1. Klasse' | 3 gold- oder silbergestickte Sterne auf einer 33 mm breiten Gold- oder Silberborte                                           | Rangklasse VI   |
| Oberst / (ungarisch Ezredes) / Oberstabsarzt 1. Klasse / Oberst-Auditor | 3 gold- oder silbergestickte Sterne auf einer 33 mm breiten Gold- oder Silberborte                                           | Rangklasse VI   |
| Hofrat der Militärkanzlei Sr. Majestät / Generalintendant / Artillerie-Generalingenieur / General-Bauingenieur / Hofrat der Mil. Tierärztlichen Hochschule / Ministerialrat / Kriegwirtschafts-Generalrat | 1 silbergestickter Stern auf einer 33 mm breiten Goldborte                                                                   | Rangklasse V    |
| Generalmajor / (ungarisch Vezérőrnagy) / General-Stabsarzt / General-Auditor | 1 silbergestickter Stern auf einer 33 mm breiten Goldborte                                                                   | Rangklasse V    |
| Sektionschef | 2 silbergestickte Sterne auf einer 33 mm breiten Goldborte                                                                   | Rangklasse IV   |
| Feldmarschalleutnant (ungarisch Altábornagy) / General-Oberstabsarzt / General-Chefauditor | 2 silbergestickte Sterne auf einer 33 mm breiten Goldborte                                                                   | Rangklasse IV   |
| General der Infanterie (ungarisch Gyalogsági tábornok) / General der Kavallerie (ungarisch Lovassági Tábornok) / Feldzeugmeister (ungarisch Táborszernagy) | 3 silbergestickte Sterne auf einer 33 mm breiten Goldborte                                                                   | Rangklasse III  |
| Generaloberst (ungarisch Vezérezredes) (ab 1915) | 3 silbergestickte Sterne, unterlegt von einem silbergestickten Kranz von 40 mm Durchmesser auf einer 33 mm breiten Goldborte | Rangklasse II   |
| Feldmarschall (ungarisch Tábornagy) | am Kragen eine 33 mm breite Stickerei mit nach unten gerichtetem Eichenlaub                                                  | Rangklasse I    |

## Galerien

### Angehörige des Soldatenstandes

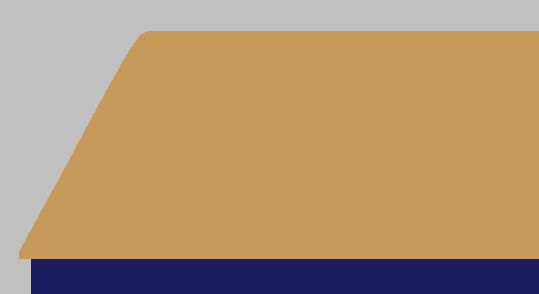
Angehörige des Mannschaftstandes (Infanterie mit der Egalisierungsfarbe “Lichtdrap”)
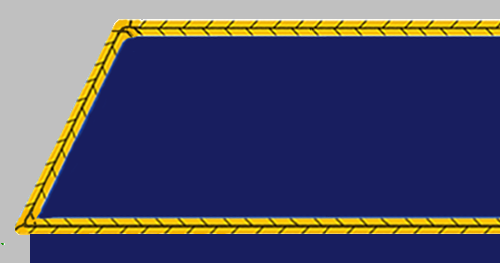
Angehörige des Mannschaftstandes (Husaren mit dunkelblauer Attila)
Angehörige des Mannschaftstandes (k.k. Landesschützen – Paroli nicht umlaufend)
Gefreiter
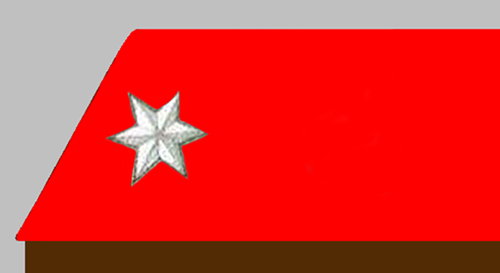
Vormeister (Artillerie)
Patrouilleführer (k.k. Landesschützen – Paroli nicht umlaufend)
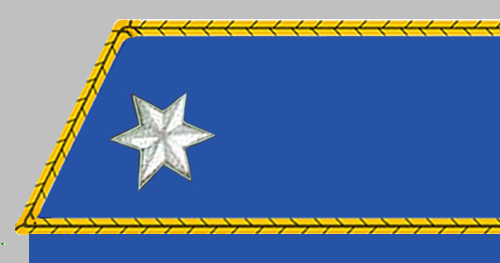
Patrouilleführer (Husaren mit lichtblauer Attila)
Patrouilleführer (k.u.k. Feldjäger)
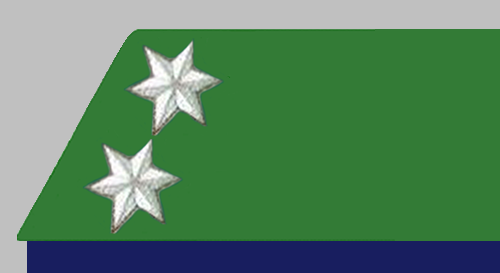
Korporäle Bataillonstamboure Bataillonshornisten Gewehr-Vormeister
Unterjäger der k.u.k. Feldjägertruppe und Korporäle der k.k. Landwehr Gewehr-Vormeister Waffenmeister 3. Klasse
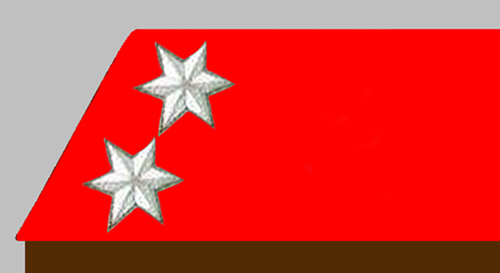
Geschütz-Vormeister (Artillerie)
Einjährig-Freiwillige Korporäle (seit 1915 mit blankem Knopf)
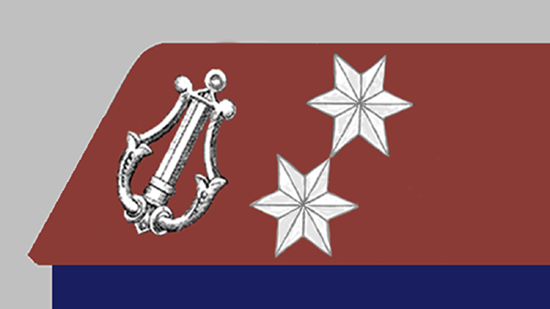
Korporäle der Regimentsmusik eines Infanterieregiments mit rotbrauner Egalisierung
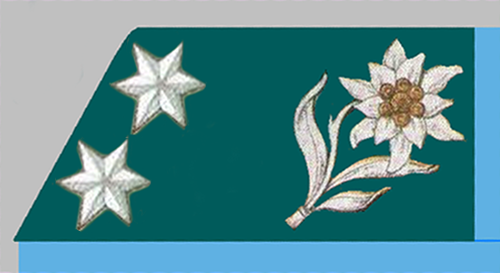
Unterjäger (k.k. Landesschützen – Paroli nicht umlaufend)
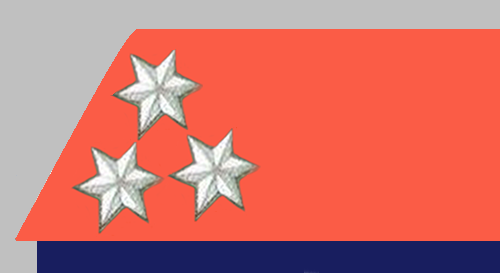
Zugsführer Kurschmiede Rechnungs-Unteroffiziere 2. Kl. Waffenmeister 2. Kl.
Zugsführer (k.u.k Feldjägertruppe und k.k. Landwehr)
Zugsführer (k.k. Landesschützen – Paroli nicht umlaufend)
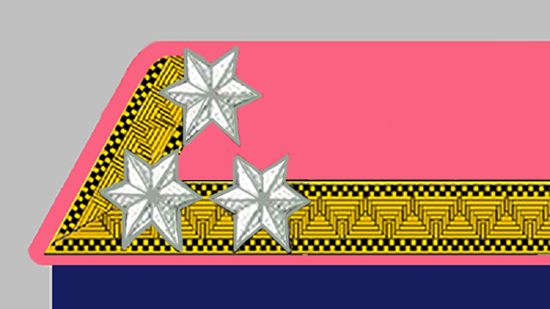
Feldwebel
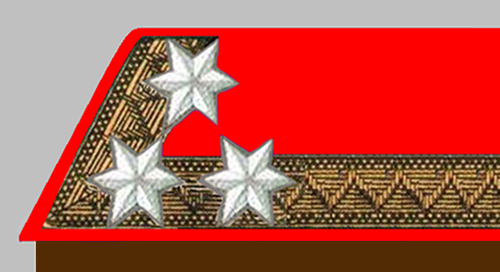
Feuerwerker
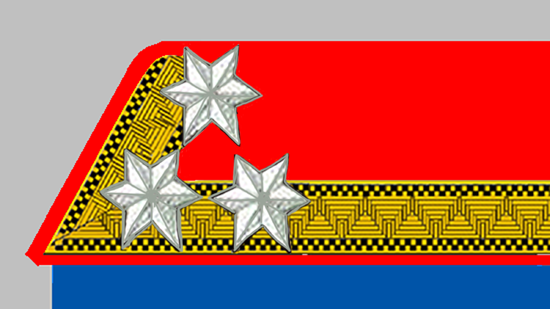
Wachtmeister
Oberjäger (k.k. Landesschützen – Paroli nicht umlaufend)
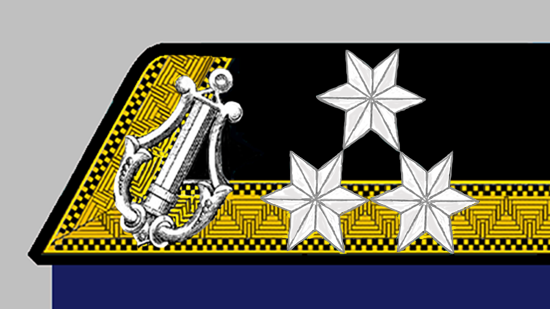
Stabführer der Regimentsmusik eines Infanterieregiments mit schwarzer Egalisierung
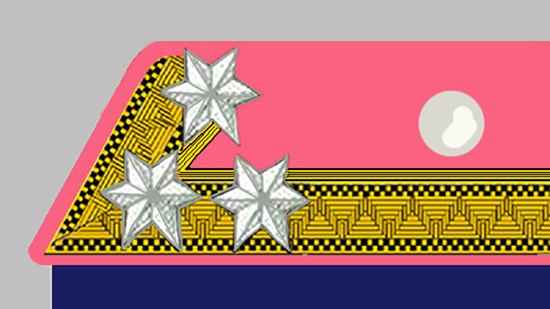
Einjährig-Freiwillige Kadetten (seit 1915 mit blankem Knopf)
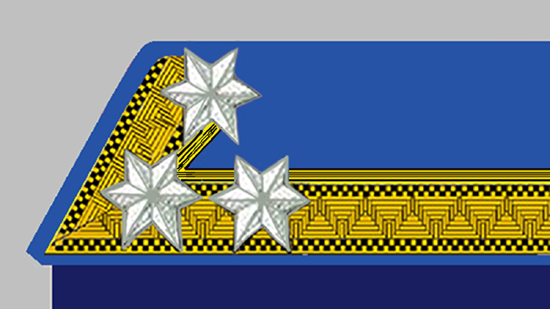
Kadetten bis 1914 (bis 1908 Kadett-Feldwebel)
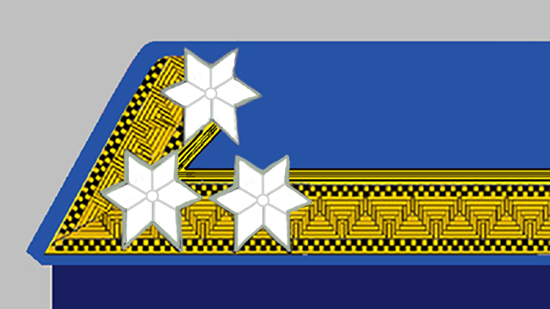
Kadetten ab 1914 (seidengestickte Sterne statt Zelluloidsterne)
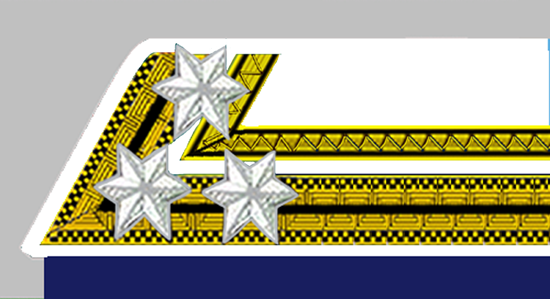
Stabsfeldwebel Ende 1913 bis Juni 1914 (Zelluloidsterne)
Stabsoberjäger (k.k. Landesschützen – Paroli nicht umlaufend) 1913/14
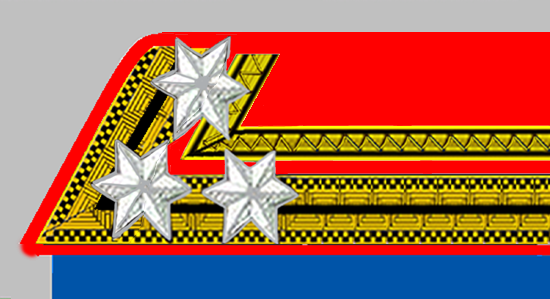
Stabswachtmeister (Dragoner) 1913/14
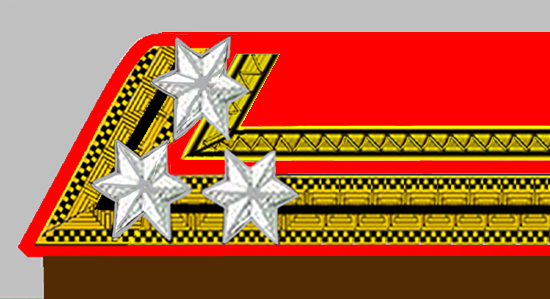
Oberfeuerwerker (ab September 1917 Stabsfeuerwerker) 1913/14
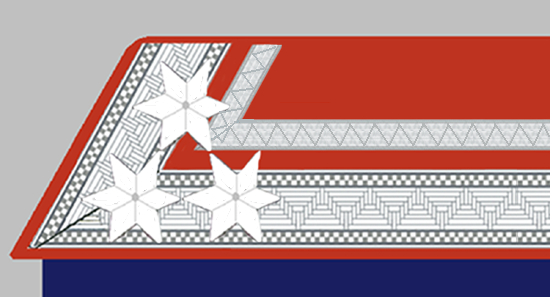
Stabsfeldwebel Stabswachtmeister ab Juni 1914 (Seidensterne und Silberborten)
Stabsfeuerwerker ab September 1917 (vorher Oberfeuerwerker)
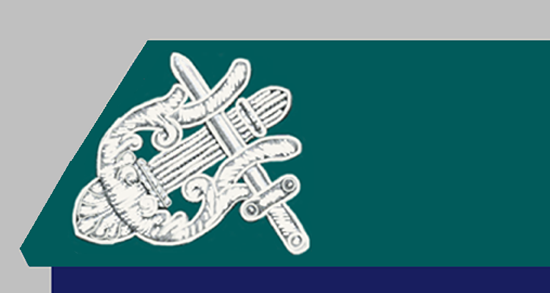
Militärkapellmeister in einem Regiment mit weißen Knöpfen
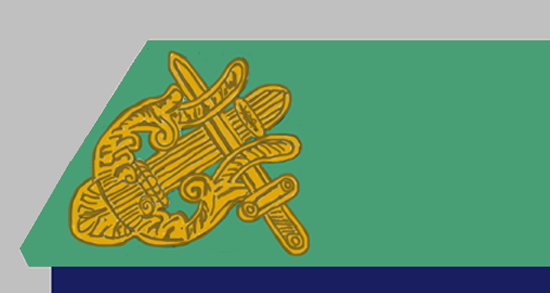
Militärkapellmeister in einem Regiment mit gelben Knöpfen
Militärkapellmeister (k.k. Landesschützen – Paroli nicht umlaufend)
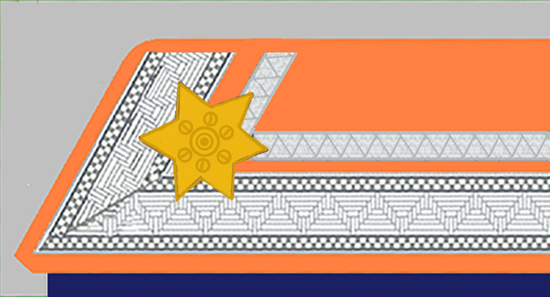
Offiziersstellvertreter

- Offiziersstellvertreter
Offiziersstellvertreter (k.k. Landesschützen – Paroli nicht umlaufend)
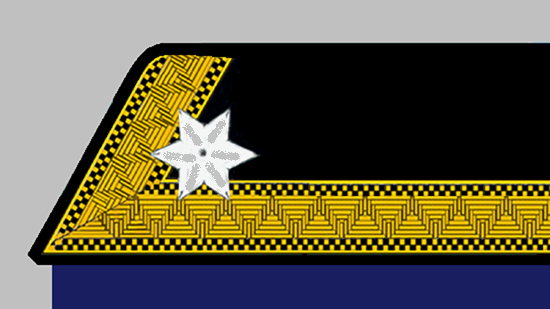
Kadettoffiziers- stellvertreter bis 1908/09
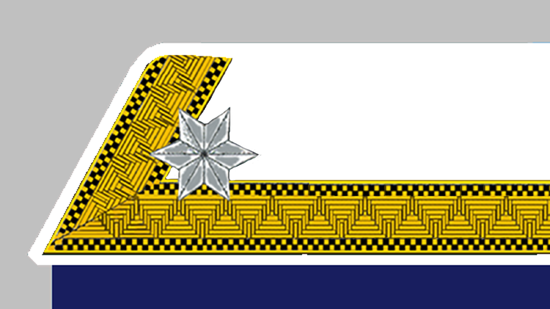
Fähnriche ab 1908/09
Kadettoffiziers- stellvertreter (k.k. Landesschützen bis 1908/09 – Paroli nicht umlaufend)
Leutnante Assistenzärzte Leutnant-Rechnungsführer
Leutnante (k.k. Landesschützen) Assistenzärzte Leutnant-Rechnungsführer
Oberleutnante Oberärzte Oberleutnant-Auditore Oberleutnant- Rechnungsführer
Oberleutnante (k.k. Landesschützen) Oberärzte Oberleutnant- Rechnungsführer
Hauptleute Rittmeister Regimentsärzte Hauptmann-Auditore Hauptmann- Rechnungsführer
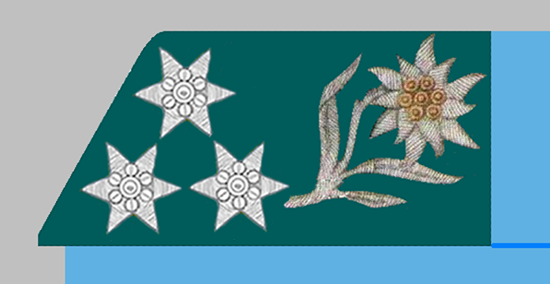
Hauptleute (k.k. Landesschützen) Regimentsärzte Hauptmann- Rechnungsführer
Majore Stabsärzte, Major-Auditore
Majore (k.k. Landesschützen) Stabsärzte
Oberstleutnante Oberstabsärzte 2. Kl., Oberstleutnant-Auditore
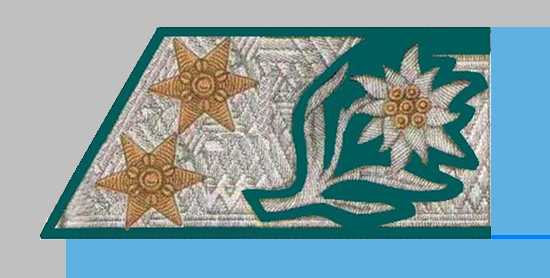
Oberstleutnante (k.k. Landesschützen)
Oberste Oberstabsärzte 1. Kl., Oberst-Auditore
Oberste (k.k. Landesschützen) Oberstabsärzte 1. Kl.
Generalmajore General-Stabsärzte, General-Auditore
Feldmarschalleutnante General-Oberstabsärzte General-Chefauditore
Generäle der Infanterie Generäle der Kavallerie Feldzeugmeister
Generaloberste
Feldmarschälle

- Oberleutnante
Oberärzte
Oberleutnant-Auditore
Oberleutnant-
Rechnungsführer
- Oberleutnante
 (k.k. Landesschützen)
Oberärzte
Oberleutnant-
 Rechnungsführer
- Hauptleute
Rittmeister
Regimentsärzte
Hauptmann-Auditore
Hauptmann-
Rechnungsführer
- Hauptleute
 (k.k. Landesschützen)
Regimentsärzte
Hauptmann-
Rechnungsführer
- Majore
Stabsärzte,
Major-Auditore
- Majore (k.k. Landesschützen)
Stabsärzte
- Oberstleutnante
Oberstabsärzte 2. Kl.,
Oberstleutnant-Auditore
- Oberstleutnante (k.k. Landesschützen)
- Oberste
Oberstabsärzte 1. Kl.,
Oberst-Auditore
- Oberste (k.k. Landesschützen)
Oberstabsärzte 1. Kl.
- Generalmajore
General-Stabsärzte,
General-Auditore
- Feldmarschalleutnante
 General-Oberstabsärzte
General-Chefauditore
- Generäle der Infanterie
 Generäle der Kavallerie
 Feldzeugmeister
- Generaloberste
- Feldmarschälle

Nachdem im Jahre 1908 eine Reform der Uniformierung bei der k.k. Landwehr stattgefunden hatte, fiel der Waffenrock weg und wurde bei den Mannschaften generell durch die Bluse ersetzt. Diese hatte keinen umlaufenden, farbigen Kragen mehr, sondern nur noch Parolis in der Waffenfarbe und mit den Rangabzeichen. Sollte ein Soldat der Gebirgstruppe einer Formation angehören, die mit einem besonderen Abzeichen ausgestattet war (z. B. Maschinengewehrabteilung), so wurde dieses auf den Parolis an Stelle des Edelweiß angebracht.

### Mannschaftsgarden
Von den fünf Gardeformationen bestanden zwei (k.k. Erste Arcièren-Leibgarde, k.u. Leibgarde) nur aus Offizieren. Bei den drei übrigen (k.u.k. Leibgardeinfanteriekompanie, k.u.k. Leibgardereitereskadron, k.k. Trabantenleibgarde) stellten verdiente Unteroffiziere die niederen Chargen; sie wurden daher Mannschaftsgarden genannt.
| Gardeinfanterist / Gardereiter                                               | 1,5 cm breite, kaisergelbe Seidenborte. Drei weiße Sterne aus Seide. Scharlachrote Egalisierung                                                                      |
| Gardekorporal (Gardeinfanterie) / keine Entsprechung bei der Gardekavallerie | 1,8 cm breite, kaisergelbe Seidenborte mit je einem 1 mm breiten schwarzen Streifen an den äußeren Rändern. Drei weiße Sterne aus Seide. Scharlachrote Egalisierung  |
| Gardezugsführer (Gardeinfanterie) / 2. Gardewachtmeister (Gardekavallerie)   | 2 cm breite kaisergelbe Seidenborte, der Länge nach getrennt durch einen 1 mm breiten, schwarzen Streifen. Drei weiße Sterne aus Seide. Scharlachrote Egalisierung   |
| Gardefeldwebel (Gardeinfanterie) / 1. Gardewachtmeister (Gardekavallerie)    | 2,2 cm breite kaisergelbe Seidenborte, der Länge nach getrennt durch einen 2 mm breiten, schwarzen Streifen. Drei weiße Sterne aus Seide. Scharlachrote Egalisierung |

Bei der k.k. Trabanten-Leibgarde besaßen nur die beiden untersten Chargengrade Mannschaftsrang. Die Chargen ab Gardesekondewachtmeister aufwärts standen im Offiziersrang und führten Rangabzeichen gemäß der Vorschriften für Infanterieoffiziere.
| Garde                   | 1,8 cm breite kaisergelbe Seidenborte. Drei weißen Sterne aus Seide. Ponceaurote Egalisierung                                                                    |
| Vizesekondewachtmeister | 2 cm breite kaisergelbe Seidenborte, der Länge nach getrennt durch einen 1 mm breiten, schwarzen Streifen. Drei weiße Sterne aus Seide. Ponceaurote Egalisierung |

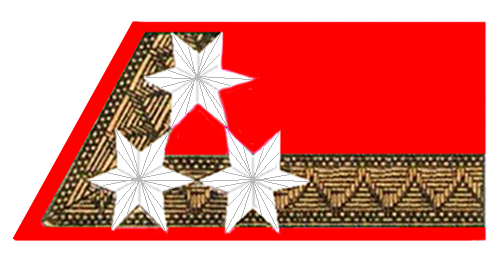
Gardeinfanterist / Gardereiter
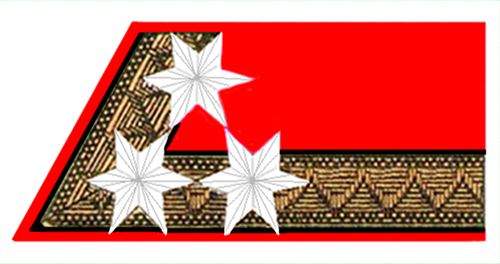
Gardekorporal (nur Gardeinfanterie)
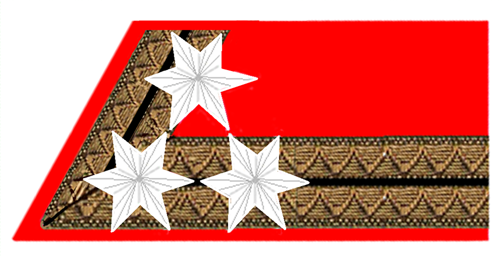
Gardezugsführer / 2. Gardewachtmeister
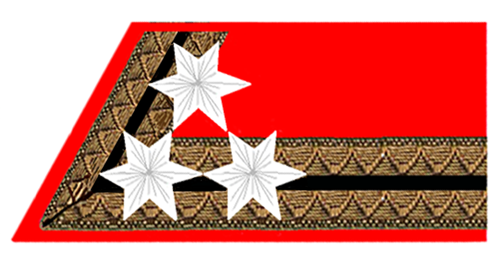
Gardefeldwebel / 1. Gardewachtmeister
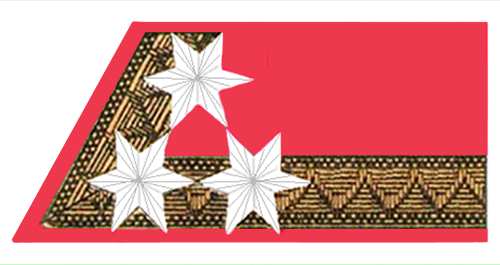
Garde (Trabanten-Leibgarde)
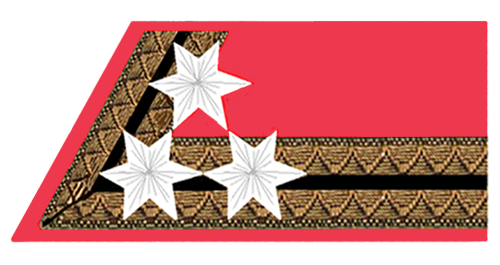
Vizesekondewachtmeister (Trabanten-Leibgarde)

### Standschützen
Nachdem im Jahre 1915 die Standschützen aufgeboten werden mussten, sah man sich gezwungen, diese zum Landsturm gehörenden und vorher nicht uniformiert gewesenen Verbände mit Uniformen auszustatten. Sie sollten von den regulären Truppen abweichende Rangabzeichen erhalten, die bei den Offizieren aus goldgestickten Sternrosetten und bei den Mannschaften und Unteroffizieren aus silbergewirkten Sternrosetten zu bestehen hatten. Da letztere nicht in genügender Stückzahl zur Verfügung standen, wurden diese dann doch durch die normalen Zelluloidsterne der regulären Truppe ersetzt. Die Rangabzeichen wurden auf grasgrünen Parolis (Waffenfarbe Jägertruppe grasgrün) getragen, wobei bei den Tirolern ein silbermetallener Tiroler Adler hinter den Sternen/Rosetten angebracht war, bei den Vorarlberger Standschützen wurde an Stelle des Adlers ein weißmetallener Schild mit dem Vorarlberger Wappen geführt. Major war die höchste Charge bei den Standschützen.

Unterjäger (Vorarlberg)
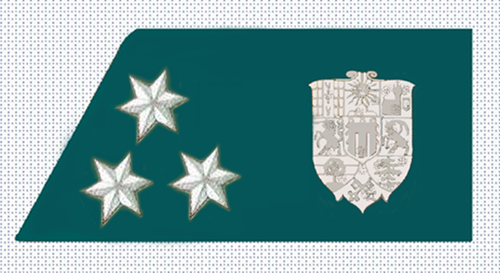
Zugsführer (Vorarlberg)
Leutnant (Tirol)
Oberleutnant (Tirol)
Hauptmann (Vorarlberg)
Major (Tirol)

### Militärbeamte
Für die Militärbeamten galten die gleichen Regeln wie für die Offiziere. Sie trugen lediglich statt der Rangsterne vierblättrige Sternrosetten (Ausgenommen hiervon waren die Beamten mit Rangsternen!).
Die im Truppendienst stehenden Truppenrechnungsführer waren immer mit silberfarbigen Knöpfen ausgestattet.
- Weiter Abweichungen vom Schema bestanden bei:

Militärbeamten mit Portepee: Die Stabschargen trugen eine Borte mit aufgelegtem Kreuzbandmuster
Militärintendaturbeamte: (bei der Gemeinsamen Armee goldfarbene Knöpfe, bei den Landwehren silberfarbene Knöpfe.)
Militärbauingenieure: (bei der Gemeinsamen Armee silberfarbene Knöpfe, bei den Landwehren goldfarbene Knöpfe.)
Militärbeamte ohne Portepee: Hier trugen die Stabschargen eine Borte mit einem gewellten Kreuzbandmuster.
Auditoren: (bei der Gemeinsamen Armee goldfarbene Knöpfe, bei den Landwehren silberfarbene Knöpfe.)
Militärärztliches Offizierskorps: (bei der Gemeinsamen Armee goldfarbene Knöpfe, bei den Landwehren silberfarbene Knöpfe) mit den entsprechenden Kragenvarianten.

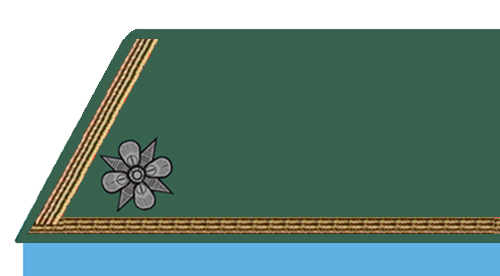
Rangklasse XII - hier: Aspirant im Eisenbahn- und Telegraphenregiment
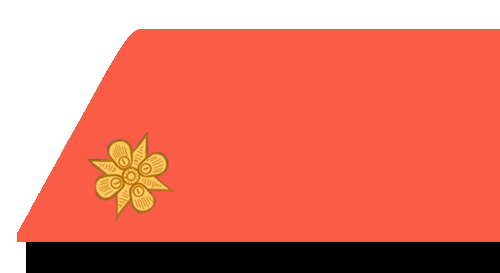
Rangklasse XI - hier: Untertierarzt
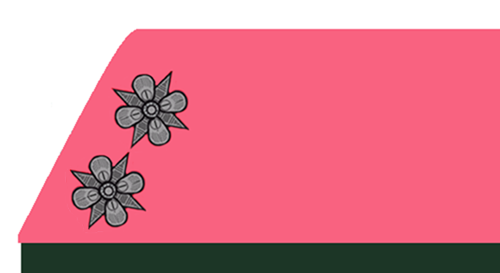
Rangklasse X - hier: Kassenoffizial
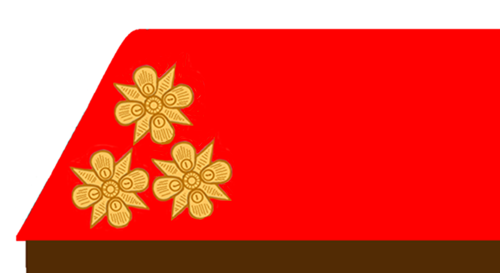
Rangklasse IX - hier: Artilleriezeugsoberoffizial
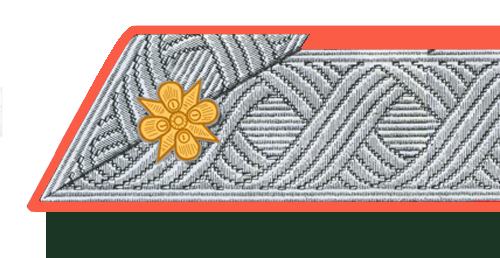
Rangklasse VIII - hier: Stabsapotheker
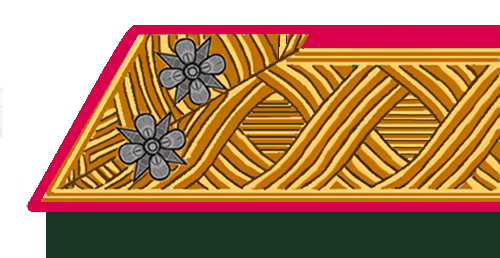
Rangklasse VII - hier: Oberintendant 2. Klasse
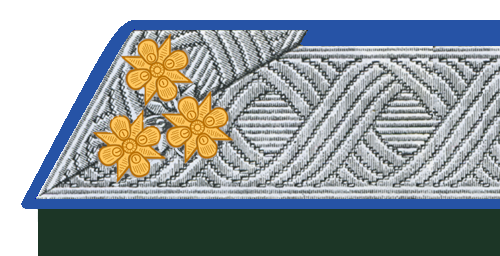
Rangklasse VI - hier: Oberverpflegsverwalter 1. Klasse

### Uniform-Beispiele

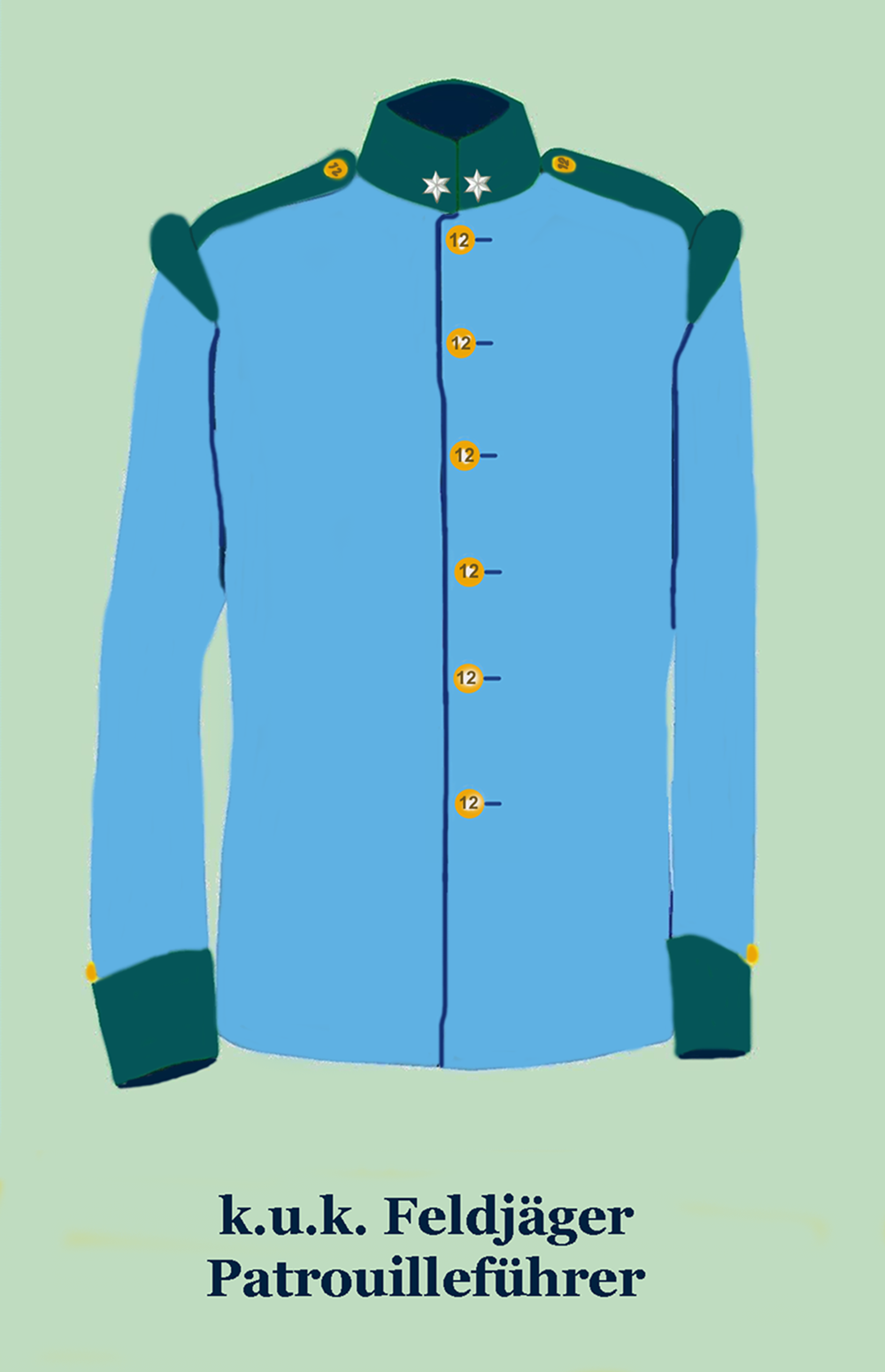
Jäger
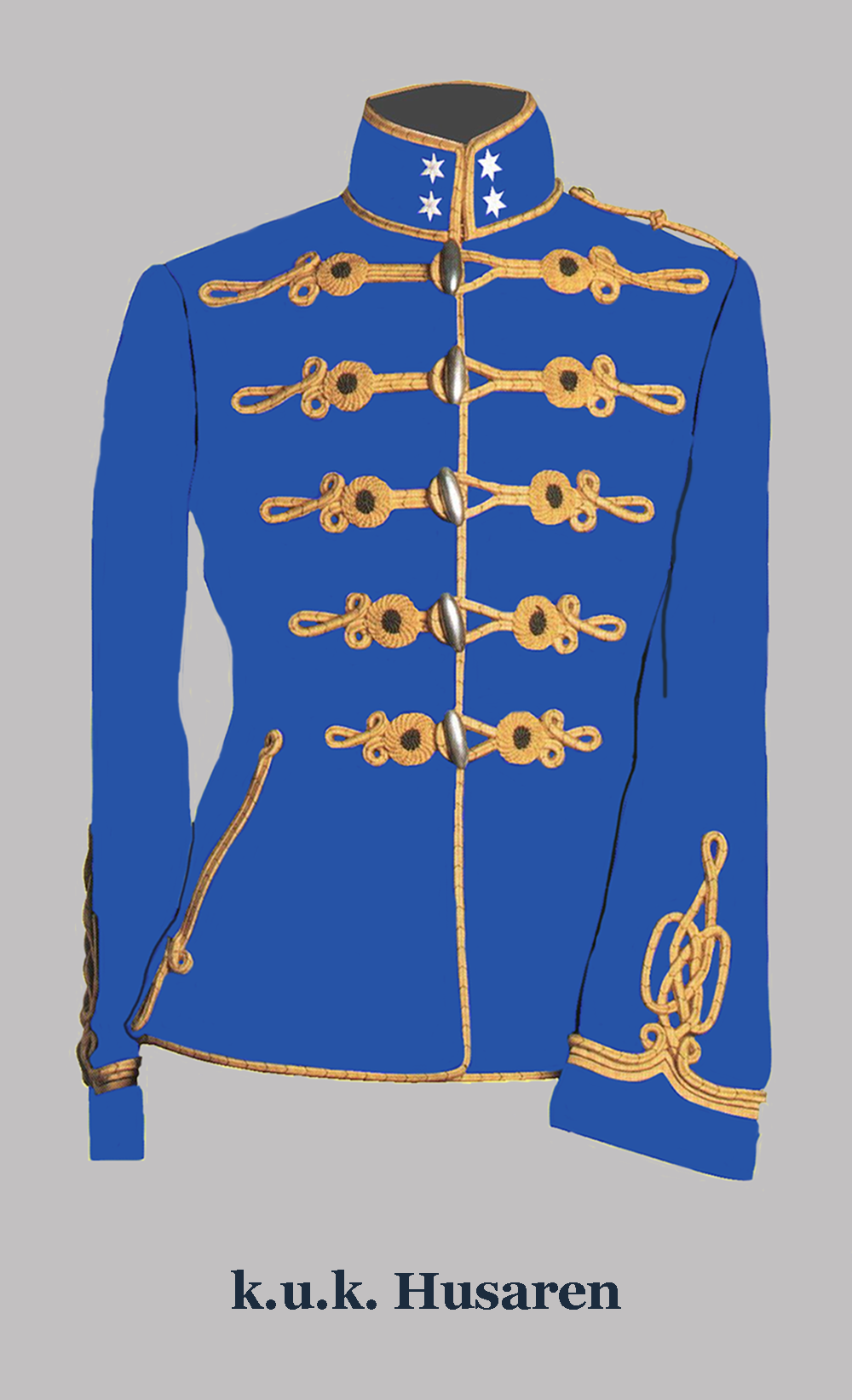
Korporal (der Husaren)
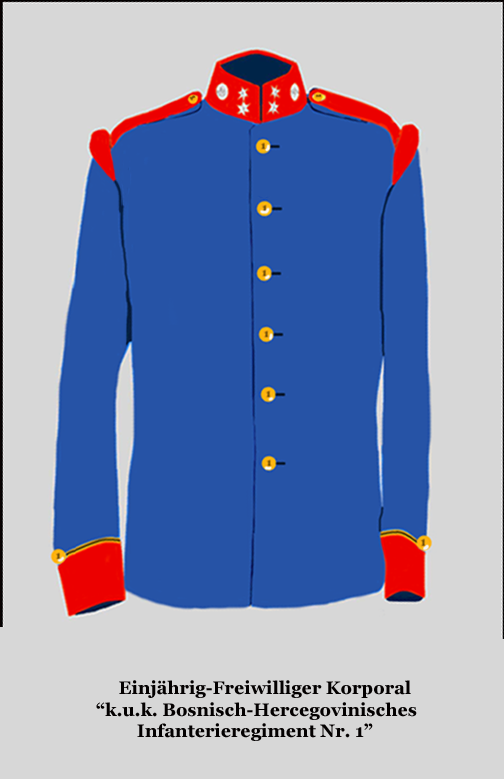
Einjährig-Freiwilliger Korporal
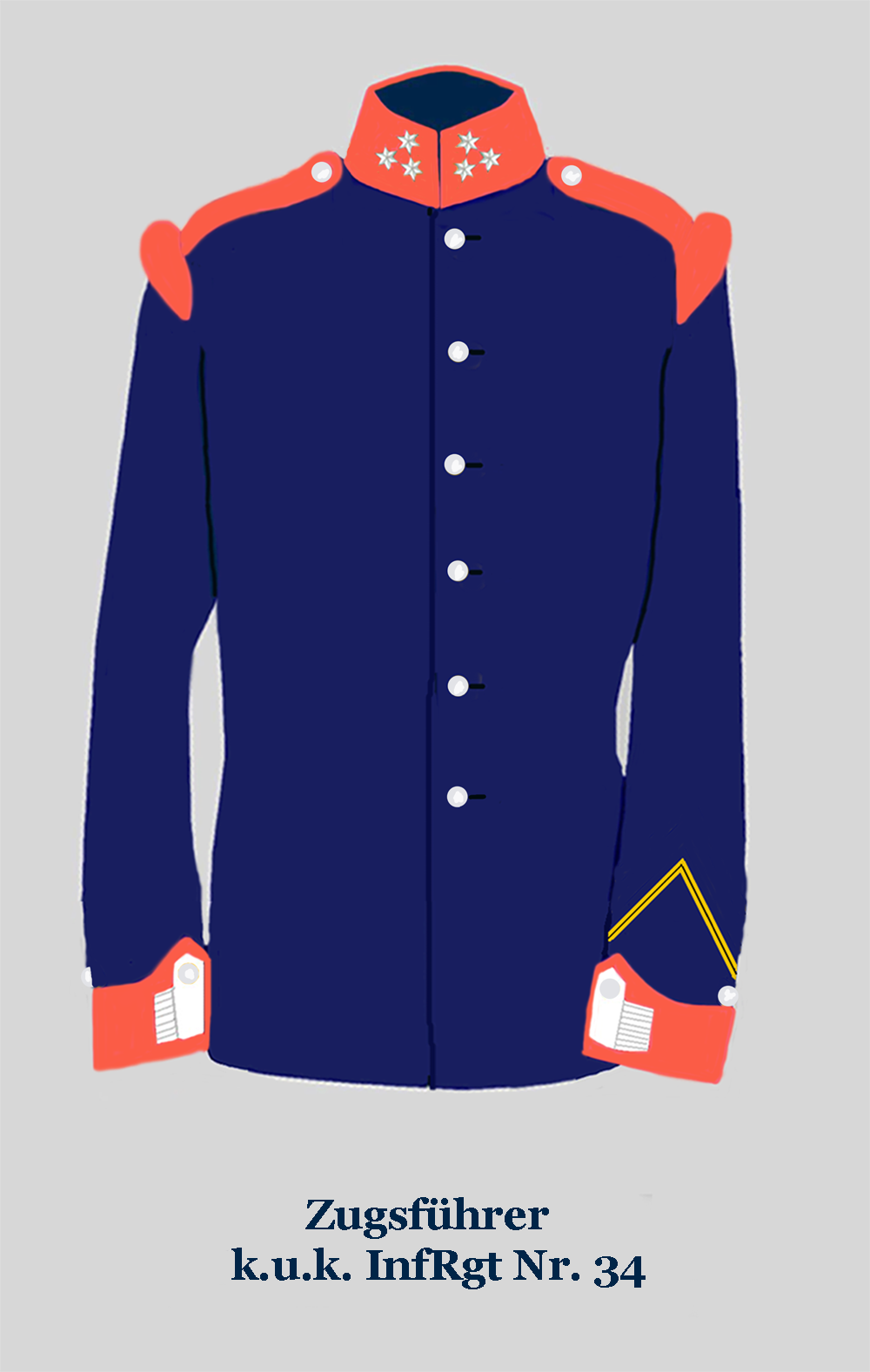
Zugsführer (ungarische Uniform)
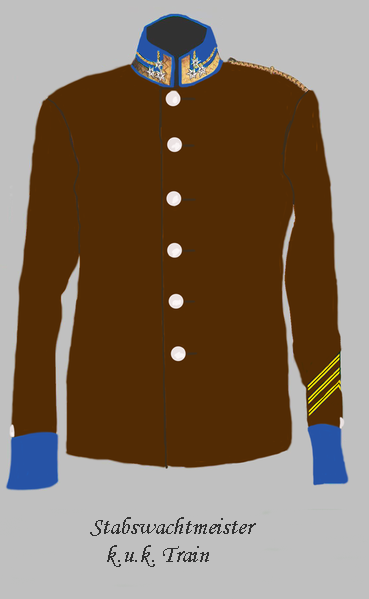
Stabswachtmeister (der Traintruppe vor 1913)
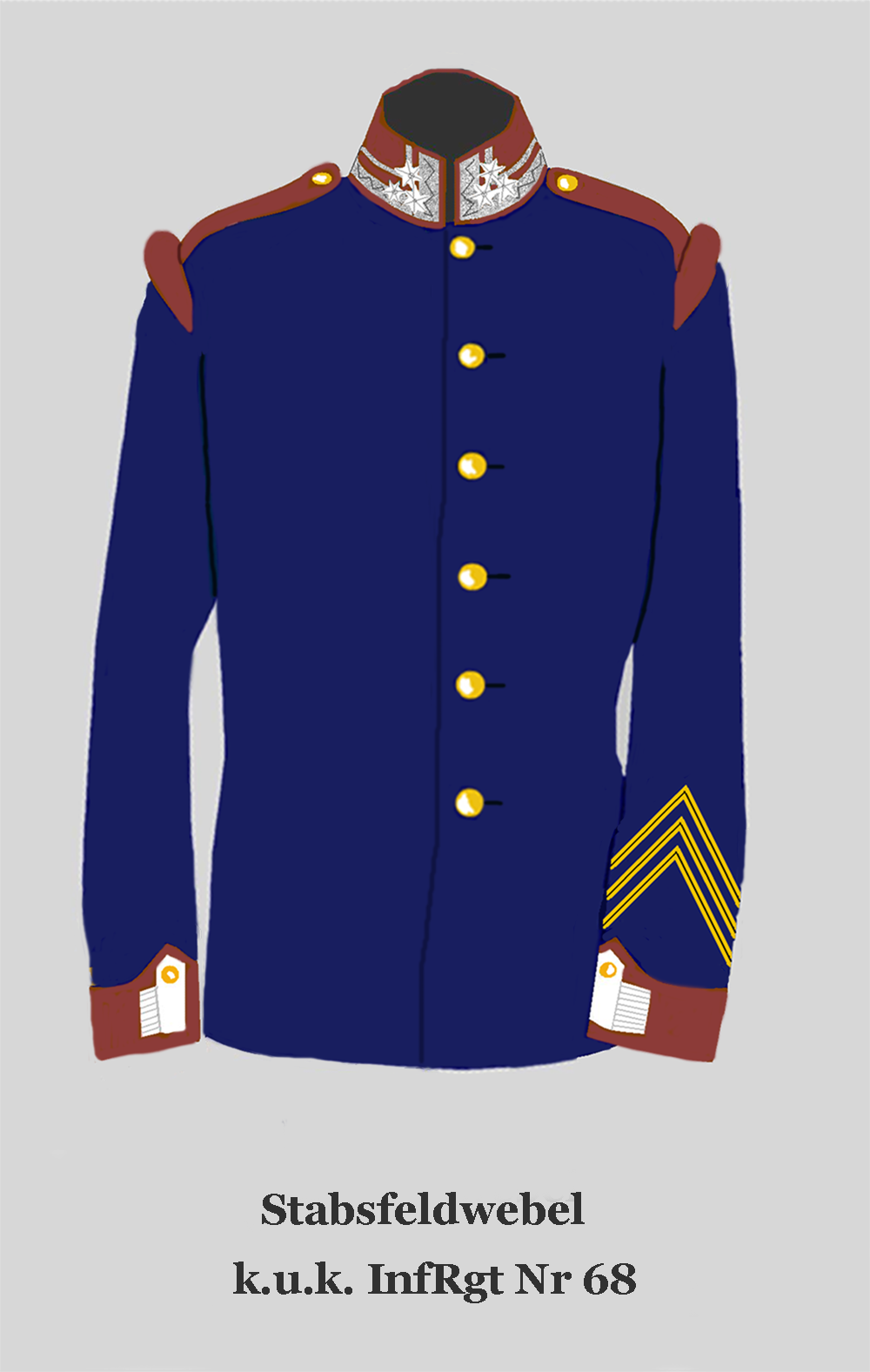
Stabsfeldwebel (ungarische Uniform nach 1913)
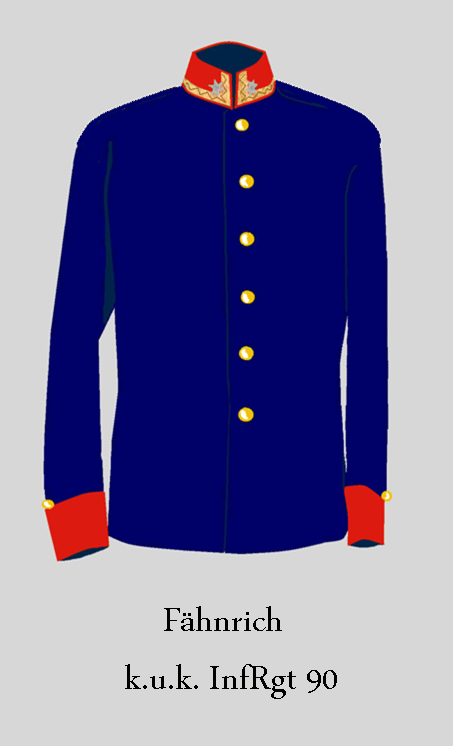
Fähnrich (deutsche Uniform)
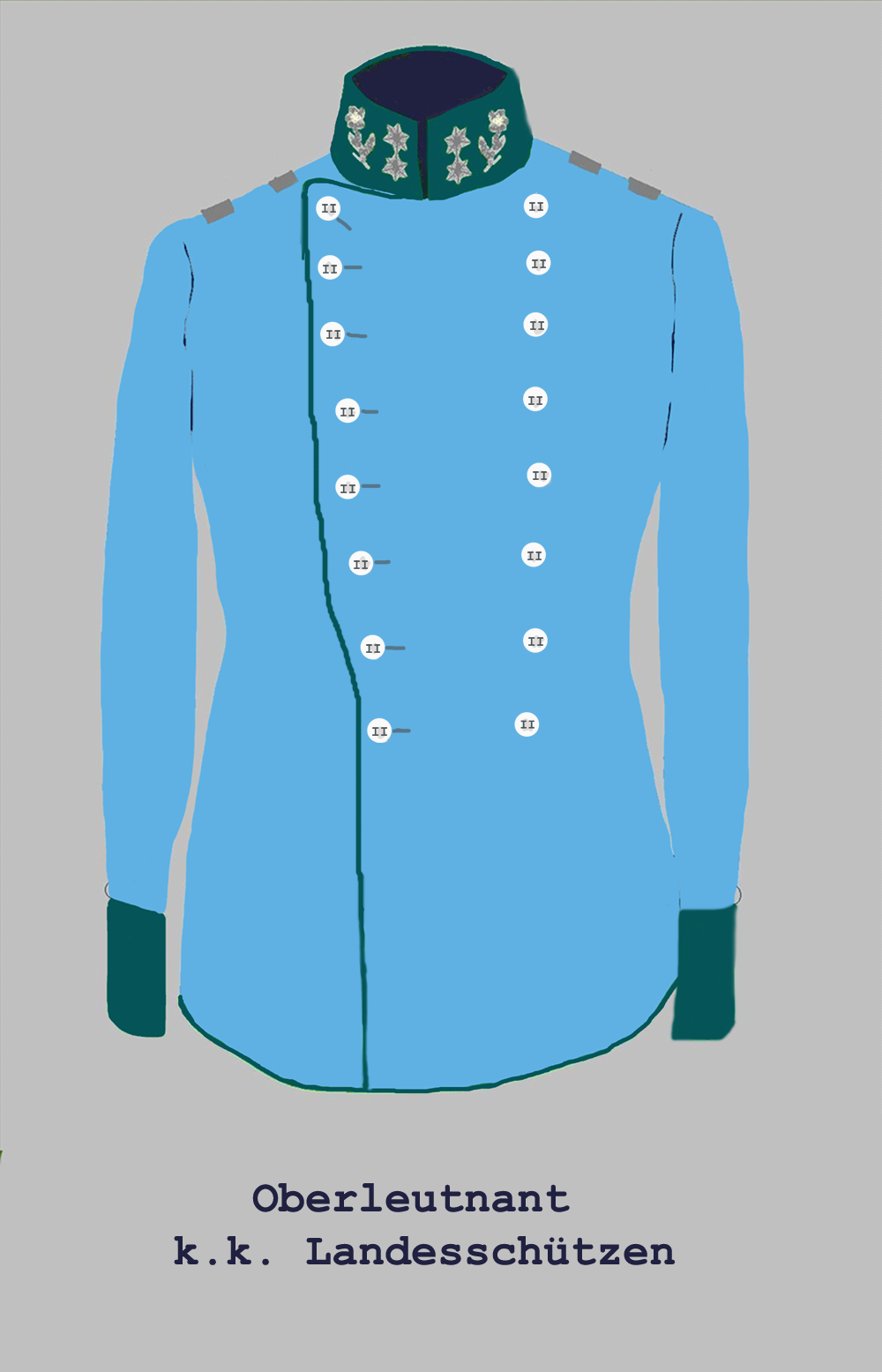
Oberleutnant (der Landeschützen)
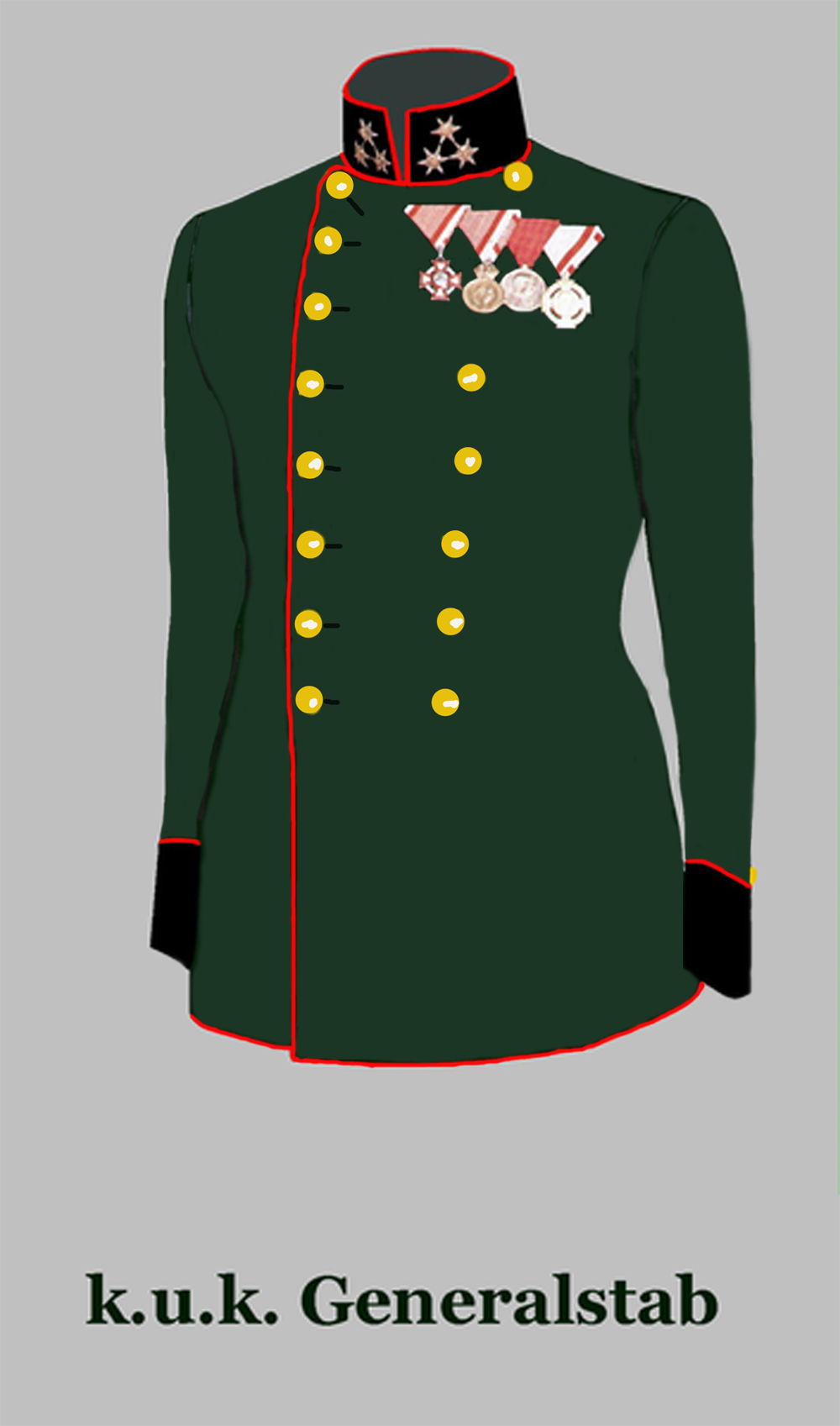
Hauptmann im Generalstab
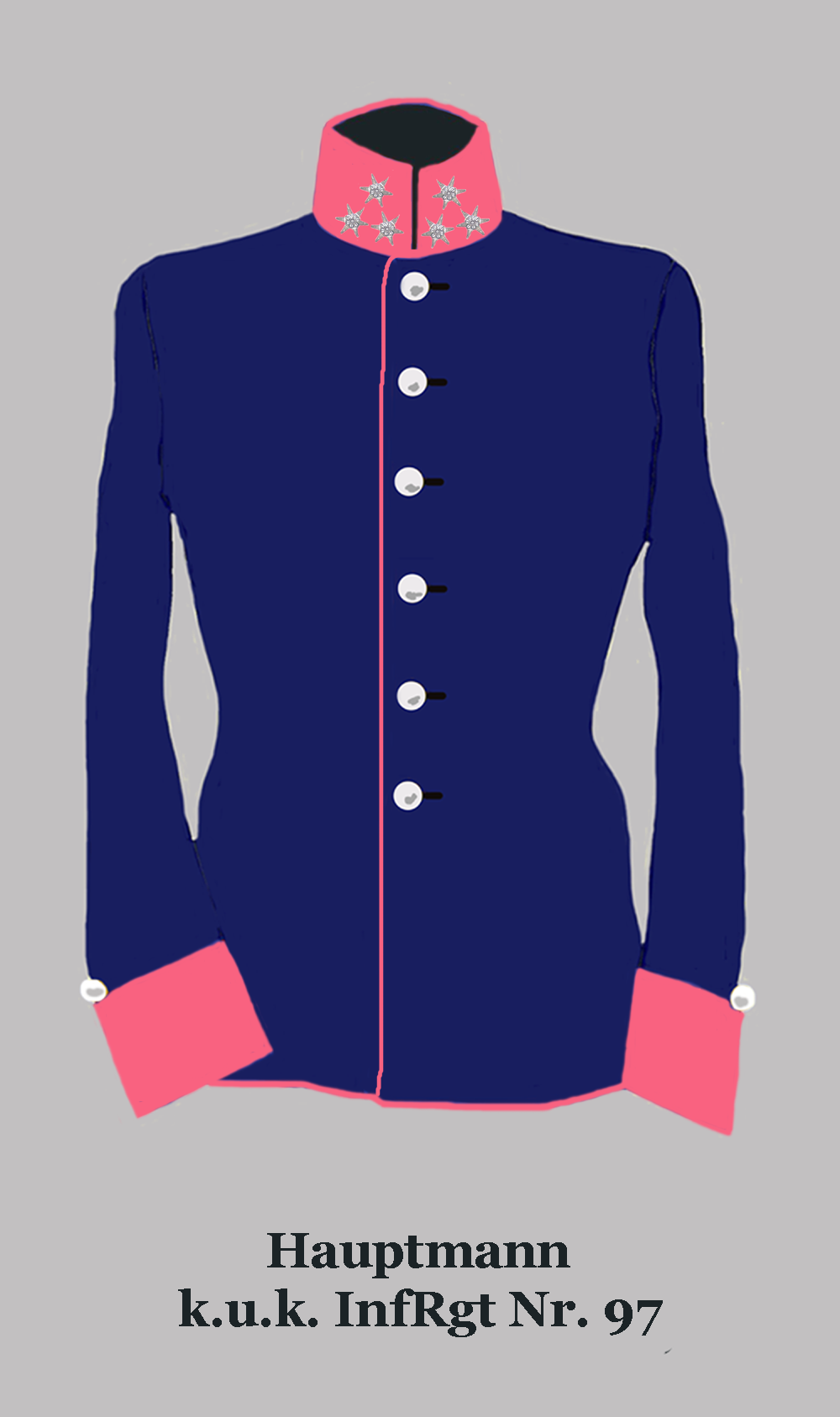
Hauptmann (deutsche Uniform)
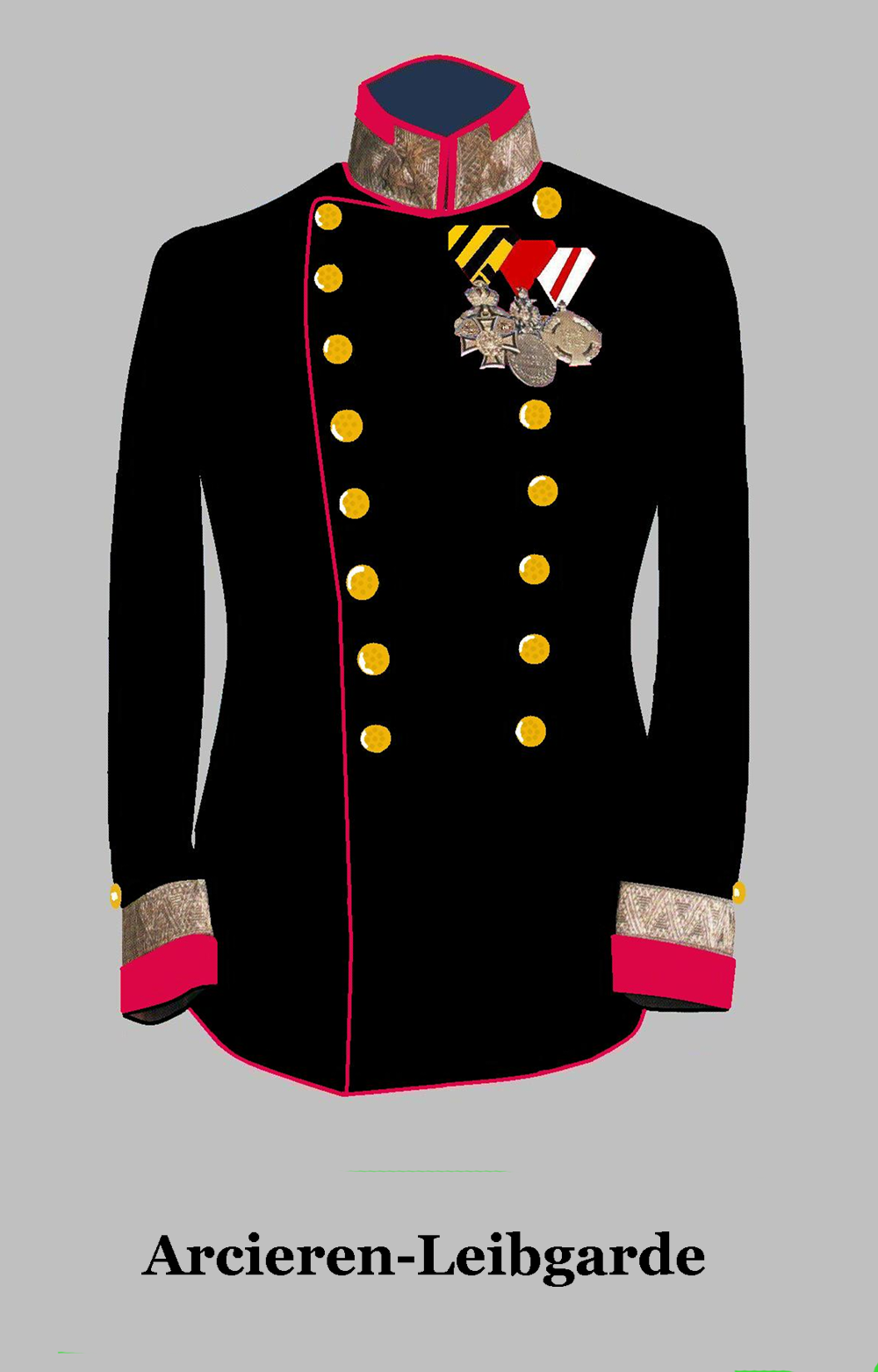
Oberst (Arciren-Leibgarde)
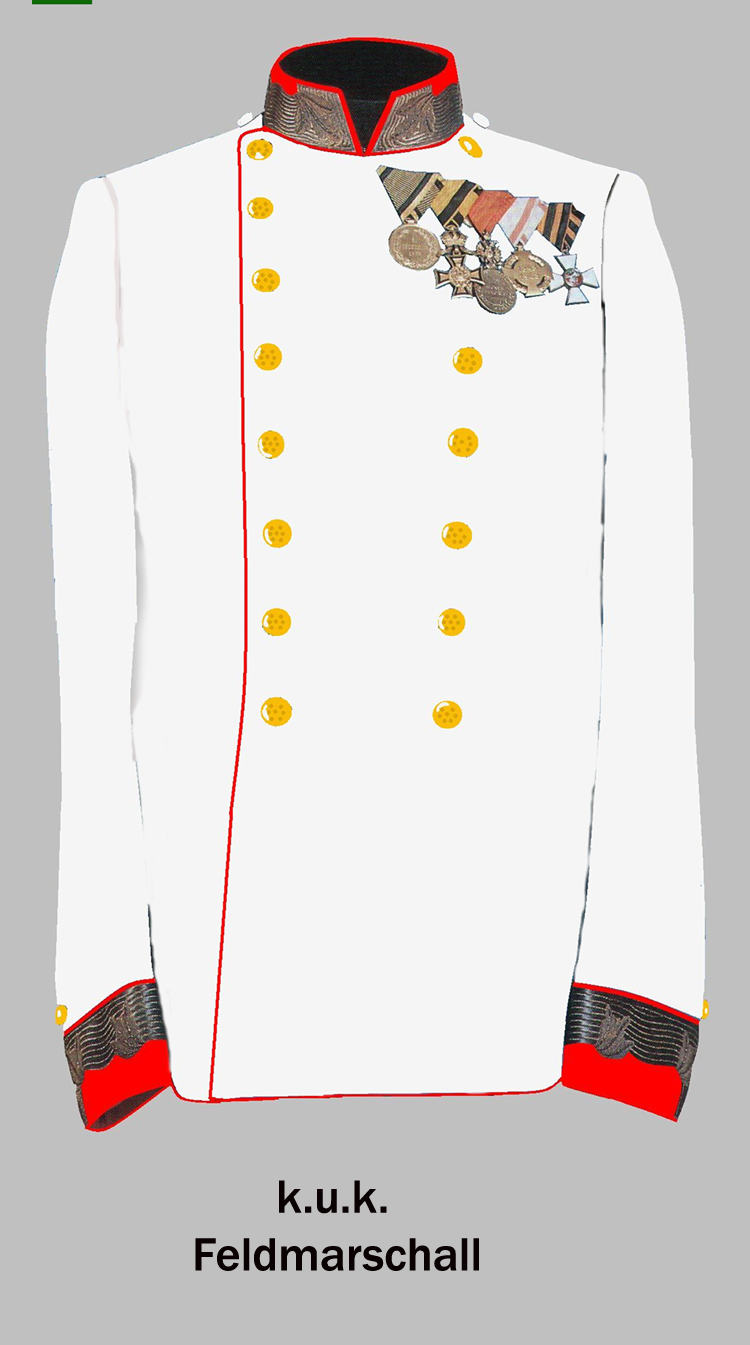
Feldmarschall (Galauniform)
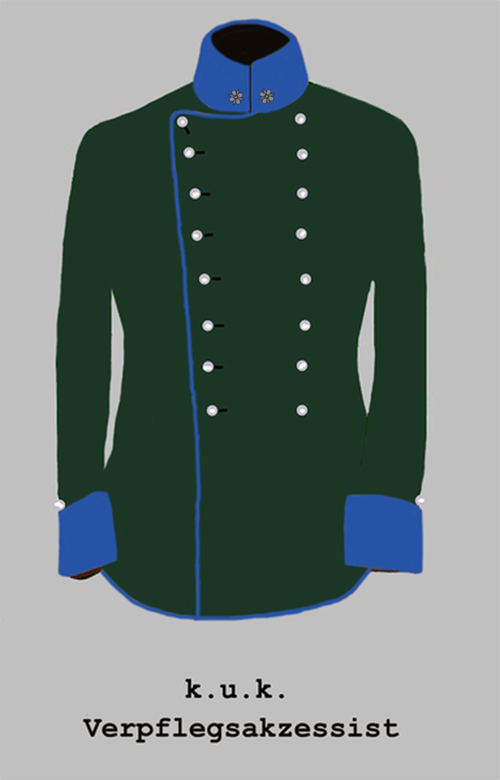
Verpflegsakzessist

### k.u.k. Kriegsmarine
Vor Einführung der Ärmelborten und des offenen Kragens ab 1859/60 folgten die Rangabzeichen des Marine-Personals dem Beispiel der Landstreitkräfte (Rangsterne, am bis dahin hoch geschlossenen Kragen). Die Ärmel-Rangabzeichen und Chargenbezeichnungen wurden, bis in den Ersten Weltkrieg hinein, mehrmals modifiziert.

#### Mannschaften und Unteroffiziere

Matrose 2. Klasse - Geschützvormeister 2. Klasse - Küchenmatrose - Heizer 2. Klasse - Waffenmatrose 2. Klasse - Proviantmatrose - Steuermatrose - Minenvormann 2. Klasse - Fliegermatrose - Elektromatrose - Torpedovormann 2. Klasse - Musikmatrose 2. Klasse - Telegraphenmatrose 2. Klasse - Sanitätsmatrose 2. Klasse - Militärarbeiter 2. Klasse
Am linken Ärmel befindet sich das Spezialitätenzeichen. -- Matrose 1. Klasse - Geschützmatrose 1. Klasse - Küchenmatrose - Heizer 1. Klasse - Waffenmatrose 1. Klasse - Proviantmatrose - Steuermatrose - Minenvormann 1. Klasse - Fliegermatrose - Elektromatrose - Torpedovormann 1. Klasse - Musikmatrose 1. Klasse - Telegraphenmatrose 1. Klasse - Sanitätsmatrose 1. Klasse - Militärarbeiter 1. Klasse
Rudergast - Marsgast - Quartiermeister - Oberheizer - Heizerquartiermeister - Steuerquartiermeister - Elektrogast - Elektroquartiermeister - Telegraphengast - Telegraphenquartiermeister - Sanitätsgast - Sanitätsquartiermeister - Vorarbeiter 3. Klasse - Vorarbeiter 2. Klasse - Waffengast - Waffenquartiermeister - Geschützgast - Geschützquartiermeister - Torpedogast - Torpedoquartiermeister - Minengast - Minenquartiermeister - Musikgast - Musikquartiermeister - Fliegergast - Fliegerquartiermeister - Proviantgast - Proviantquartiermeister - Küchengast - Küchenquartiermeister
Bootsmannsmaat - Geschützmaat - Küchenmaat - Maschinenmaat - Waffenmaat - Proviantmaat - Steuermannsmaat - Minenmaat - Fliegermaat - Elektromaat - Torpedomaat - Musikmaat - Telegraphenmaat - Sanitätsmaat - Vorarbeiter 1. Klasse
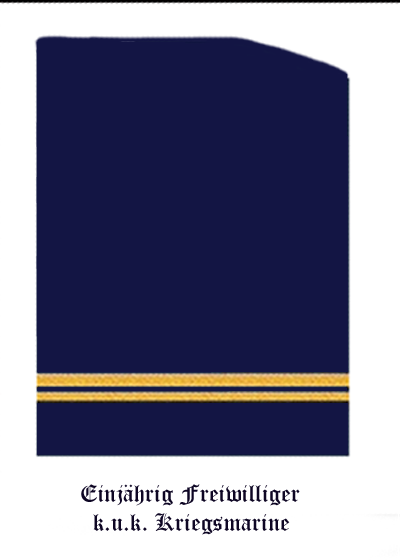
Einjährig-Freiwilliger
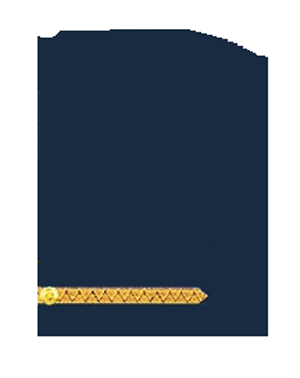
Unterbootsmann - Untergeschützmeister - Unterküchenmeister - Untermaschinenwärter - Unterwaffenmeister - Unterproviantmeister - Untersteuermann - Unterminenmeister - Fliegeruntermeister - Elektrounterwärter - Untertorpedomeister - Untermusikmeister - Untertelegraphenmeister - Untersanitätsmeister - Unterwerkmeister
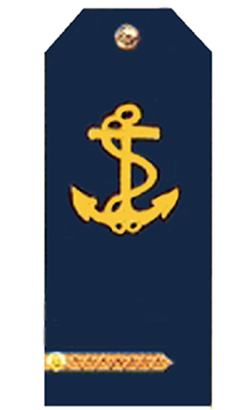
Unterbootsmann - Schulterstücke zur weißen Sommeruniform
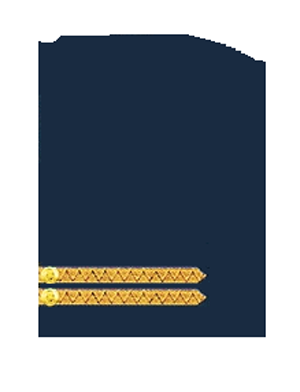
Stabsbootsmann - Stabsgeschützmeister - Küchenmeister - Stabsmaschinenwärter - Stabswaffenmeister - Proviantmeister - Stabssteuermann - Stabsminenmeister - Fliegermeister - Stabselektrowärter - Stabstorpedomeister - Musikmeister - Stabstelegraphenmeister - Sanitätsmeister - Werkmeister
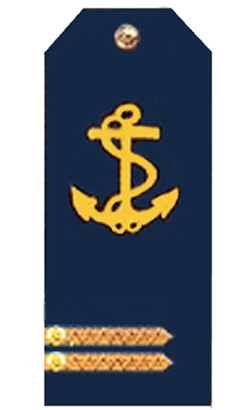
Stabsbootsmann - Schulterstücke zur weißen Sommeruniform
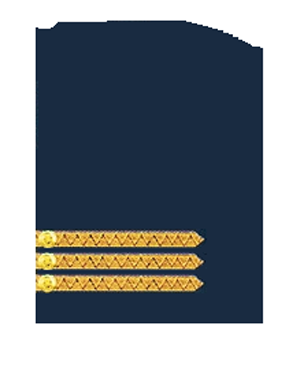
Oberstabsbootsmann - Oberstabsgeschützmeister - Oberküchenmeister - Oberstabsmaschinenwärter - Oberstabswaffenmeister - Oberproviantmeister - Oberstabssteuermann - Oberstabsminenmeister - Oberstabsfliegermeister - Oberstabselektrowärter - Oberstabstorpedomeister - Obermusikmeister - Oberstabstelegraphenmeister - Obersanitätsmeister - Oberstabswerkmeister
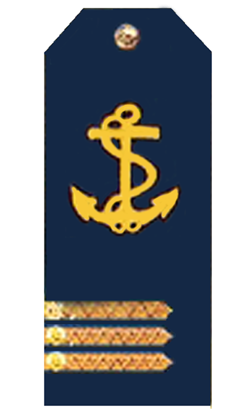
Oberstabsbootsmann - Schulterstücke zur weißen Sommeruniform
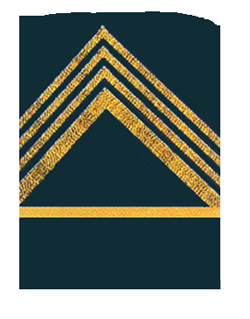
Längerdienende Unteroffiziere

#### Längerdienende
Matrosen und Chargen, die freiwillig ihren Dienst fortsetzten, trugen Winkel aus einer 1 cm breiten gelben Seidenborte mit einem 2 mm breiten schwarzen Mittelstrich.

Für 3 Dienstjahre gab es einen Winkel

Für 6 Dienstjahre zwei Winkel

Für 9 Dienstjahre drei Winkel
Unteroffiziere trugen einen 1,3 cm breiten Ärmelstreifen aus vergoldeten Nickeldraht und darüber jeweils im Abstand von 5 mm

nach 1 Dienstjahr einen Winkel

nach 2 Dienstjahren zwei Winkel

nach 3 Dienstjahren drei Winkel

#### Offiziere

Seekadett
Seefähnrich Korvettenleutnant
Fregattenleutnant
Linienschiffsleutnant
Korvettenkapitän
Fregattenkapitän
Linienschiffskapitän
Kontreadmiral
Viceadmiral
Admiral
Großadmiral